# Liste der Biografien/Mend
Liste der Biografien |
Portal Biografien |
Personensuche
# |
A |
B |
C |
D |
E |
F |
G |
H |
I |
J |
K |
L |
M |
N |
O |
P |
Q |
R |
S |
T |
U |
V |
W |
X |
Y |
Z |
?
 
Ma |
Mb |
Mc |
Md |
Me |
Mf |
Mg |
Mh |
Mi |
Mj |
Mk |
Ml |
Mm |
Mn |
Mo |
Mp |
Mq |
Mr |
Ms |
Mt |
Mu |
Mv |
Mw |
Mx |
My |
Mz
 
Mea–Mee |
Mef |
Meg |
Meh |
Mei |
Mej |
Mek |
Mel |
Mem |
Men |
Meo |
Mep |
Mer |
Mes |
Met |
Meu |
Mev |
Mew |
Mex |
Mey |
Mez
 
Mena |
Menc |
Mend |
Mene |
Menf |
Meng |
Menh |
Meni |
Menj |
Menk |
Menl |
Menn |
Meno |
Menr |
Mens |
Ment |
Menu |
Menv |
Menw |
Meny |
Menz
Die Liste der Biografien führt alle Personen auf, die in der deutschsprachigen Wikipedia einen Artikel haben. Dieses ist eine Teilliste mit 548 Einträgen von Personen, deren Namen mit den Buchstaben „Mend“ beginnt.

## Mend
- Mend, Hans (1888–1942), deutscher Autor

### Menda
- Menda, Sakae (1925–2020), japanischer Aktivist gegen die Todesstrafe
- Mendak, Joanna (* 1989), polnische Schwimmerin
- Mendaña de Neyra, Alvaro de (1541–1595), spanischer Entdecker und Seefahrer
- Mendau, Hans (1942–2014), deutscher Grafiker

### Mende
- Mende, Alfred (1886–1975), Freiberger Stadt-Original
- Mende, August-Wilhelm (1929–1986), deutscher Politiker (SPD), MdL
- Mende, Bernhard (1937–2004), deutscher Generalleutnant und Inspekteur der Luftwaffe
- Mende, Carl (1817–1853), deutscher Schriftgießer, Holzstecher, Zeichner und Illustrator
- Mende, Carl Adolf (1807–1857), deutscher Genremaler
- Mende, Clara (1869–1947), deutsche Politikerin (DVP), MdR
- Mende, Dietrich (1899–1990), deutscher Journalist, Publizist und Ministerialbeamter
- Mende, Dirk-Ulrich (* 1957), deutscher Politiker (SPD), Oberbürgermeister der Stadt Celle, Mitglied des Deutschen Bundestages
- Mende, Erich (1916–1998), deutscher Offizier, Jurist und Politiker (FDP und CDU)Erich Mende (1916–1998)

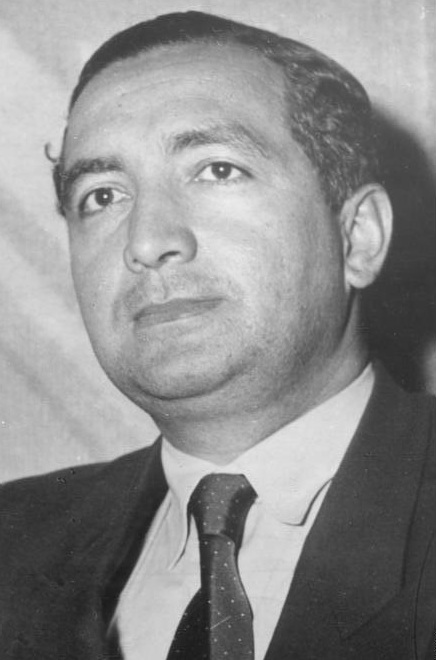
Erich Mende (1916–1998)

- Mende, Erling von (* 1940), deutscher Sinologe
- Mende, Eva (* 1975), deutsche Schauspielerin
- Mende, Frank-Thomas (* 1949), deutscher Schauspieler und Regisseur
- Mende, Friedrich Wilhelm Ernst (1805–1886), deutscher Pfarrer und Pädagoge
- Mende, Fritz (1843–1879), deutscher sozialdemokratischer Politiker, Präsident des Lassallescher Allgemeiner Deutscher Arbeiterverein
- Mende, Fritz (1920–2001), deutscher Literaturwissenschaftler und Heine-Forscher
- Mende, Georg (1883–1951), deutscher Politiker und Oberbürgermeister der Stadt Castrop-Rauxel
- Mende, Georg (1910–1983), deutscher marxistischer Philosoph und Hochschullehrer
- Mende, Gerhard von (1904–1963), deutscher Turkologe
- Mende, Gert-Uwe (* 1962), deutscher Politiker (SPD) und Oberbürgermeister der Landeshauptstadt WiesbadenGert-Uwe Mende (* 1962)

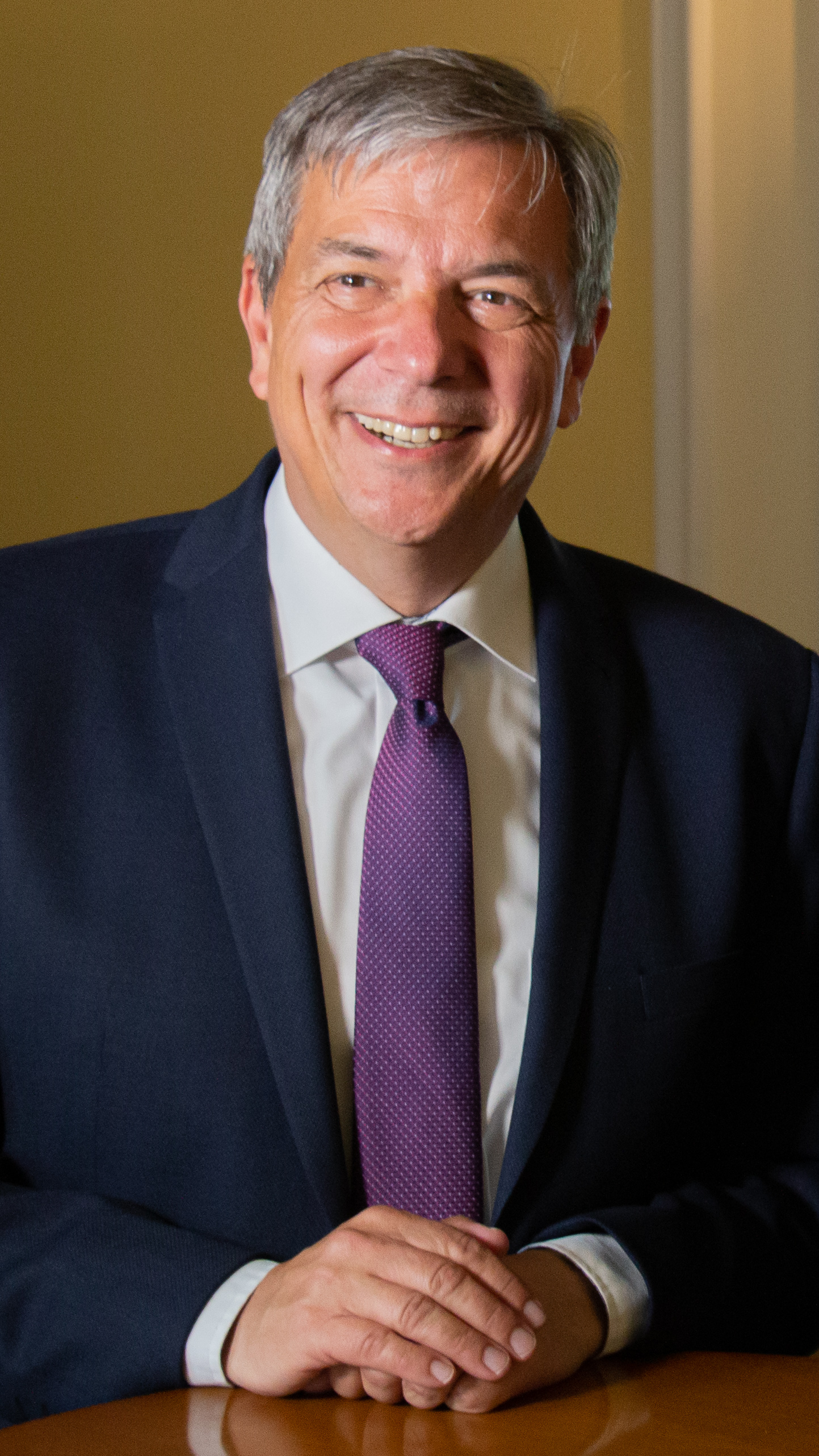
Gert-Uwe Mende (* 1962)

- Mende, Gudrun (* 1955), deutsche Lebensraumgestalterin, Pädagogin, Sachbuchautorin, Synchron- und Hörbuchsprecherin
- Mende, Gunther (* 1952), deutscher Musikproduzent
- Mende, Hans-Jürgen (1945–2018), deutscher Historiker
- Mende, Hans-Jürgen (* 1960), deutscher Hörfunk- und Fernsehmoderator
- Mende, Hans-Ulrich von (* 1943), deutscher Architekt, Illustrator und Journalist für Design und Architektur
- Mende, Helmuth (1884–1932), deutscher Jurist
- Mende, Herbert (1939–1968), deutsches Todesopfer der Berliner Mauer
- Mende, Herbert G. (1915–1987), deutscher Ingenieur
- Mende, Jan (* 1964), deutscher Museologe und Historiker
- Mende, Janne, deutsche Politikwissenschaftlerin
- Mende, Johann Friedrich (1743–1798), deutscher Maschinenbauer
- Mende, Johann Gottlob (1787–1850), deutscher Orgelbauer
- Mende, Johann Robert (1824–1899), deutscher Architekt und kommunaler Baubeamter
- Mende, Julius (1944–2007), österreichischer Künstler, Autor und Politiker
- Mende, Karl Friedrich (1721–1787), deutscher evangelischer Prediger
- Mende, Karsten (* 1968), deutscher Eishockeyspieler und -funktionär
- Mende, Käthe (1878–1963), deutsche Nationalökonomin und Sozialarbeiterin
- Mende, Kurt (1907–1944), deutscher Politiker (NSDAP), MdR und SA-Führer
- Mende, Lambert (* 1953), kongolesischer Politiker
- Mende, Lea, deutsch-amerikanische Schauspielerin
- Mende, Lothar (* 1952), deutscher Politiker (DDR-CDU, CDU, AfD), MdL
- Mende, Lotte (1834–1891), deutsche Schauspielerin
- Mende, Louis (1782–1857), deutscher Bankier und Wohltäter
- Mende, Ludwig Julius Caspar (1779–1832), deutscher Gynäkologe
- Mende, Mareike (* 1985), deutsche Fußballspielerin
- Mende, Martin (1898–1982), deutscher Unternehmer
- Mende, Matthias (* 1979), deutscher Mountainbiker
- Mende, Michael (1945–2008), deutscher Technikhistoriker
- Mende, Oskar (* 1846), deutscher Holzstecher
- Mende, Otto (1907–1944), deutscher kommunistischer Widerstandskämpfer gegen den Nationalsozialismus
- Mende, Otto Hermann (1885–1940), deutscher Rundfunkfabrikant
- Mende, Peter (1934–2016), deutscher Diplomat
- Mende, Privatus von, Bischof von Javols
- Mende, Reinhard (1930–2012), deutscher freischaffender Fotograf
- Mende, Silke (* 1977), deutsche Historikerin
- Mende, Sten, deutscher Kameramann
- Mende, Sven (* 1994), deutscher Fußballspieler
- Mende, Ulrich (* 1953), deutscher Kinderdarsteller
- Mende, Ursula (* 1938), deutsche Kunsthistorikerin
- Mende, Walter (1944–2018), deutscher Politiker (SPD)

#### Mendel
- Mendel der Ältere, Conrad († 1414), Nürnberger Kaufmann, Ratsherr und Senator, Stifter und Mäzen
- Mendel von Steinfels, Christoph († 1508), Rechtsgelehrter und Rektor der Universität Ingolstadt; Bischof zu Chiemsee
- Mendel, Andreas (* 1982), deutscher Oboist
- Mendel, Andrei Semjonowitsch (* 1995), russischer Fußballspieler
- Mendel, Arthur (1905–1979), US-amerikanischer Chordirigent, Musikwissenschaftler und -pädagoge
- Mendel, Barry (* 1963), Filmproduzent
- Mendel, Bruno (1897–1959), kanadischer Biochemiker und Mediziner
- Mendel, Emanuel (1839–1907), deutscher Neurologe und Psychiater sowie Politiker (DFP), MdR
- Mendel, Ewald (1883–1952), deutscher Zeitungsjournalist und Chefredakteur in Berlin
- Mendel, Felix (1862–1925), deutscher Mediziner
- Mendel, Georg Victor (1881–1942), deutscher Regisseur, Kameramann, Drehbuchautor, Filmkritiker und Szenenbildner
- Mendel, Gideon (* 1959), Fotograf
- Mendel, Gregor (1822–1884), österreichischer Ordenspriester und GenetikerGregor Mendel (1822–1884)

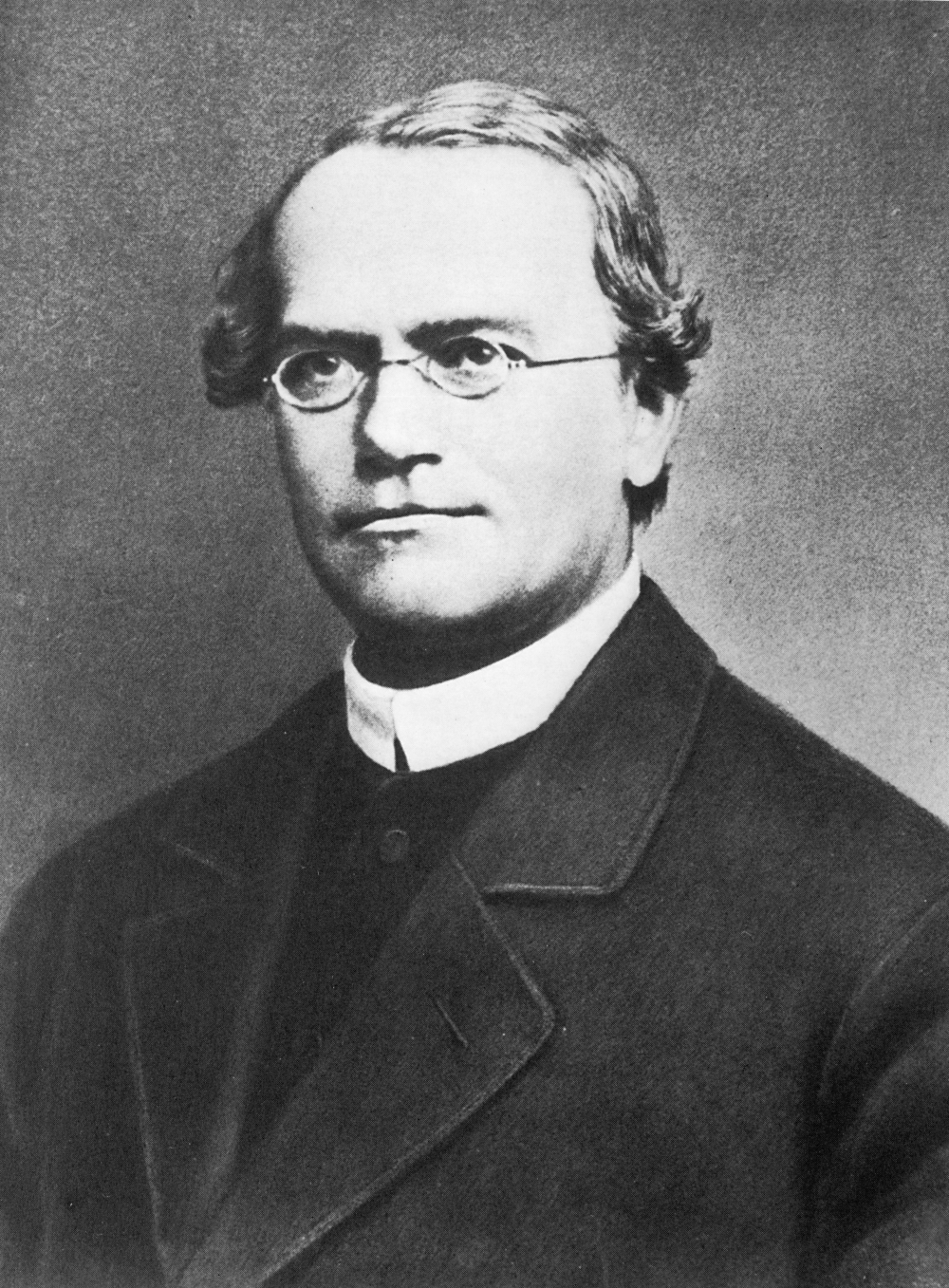
Gregor Mendel (1822–1884)

- Mendel, Henriette (1833–1891), deutsche Schauspielerin und Gattin von Herzog Ludwig in Bayern
- Mendel, Hermann (1834–1876), deutscher Musikschriftsteller
- Mendel, Ingo (* 1960), deutscher Basketballspieler
- Mendel, Jacqueline Sophie (* 1991), deutsche Schauspielerin
- Mendel, Johann Jakob (1809–1881), Schweizer Organist und Gesangslehrer
- Mendel, Jörg-Werner (* 1962), deutscher Jurist und amtierender Präsident des Luftfahrt-Bundesamtes (LBA)
- Mendel, Julija (* 1986), ukrainische Journalistin, Beamtin und Pressesprecherin des ukrainischen Präsidenten Wolodymyr Selenskyj
- Mendel, Lafayette B. (1872–1935), US-amerikanischer Biochemiker und Mitentdecker des Vitamin A
- Mendel, Martha (1907–1975), deutsche Segelfliegerin, Fallschirmspringerin und Sportlehrerin
- Mendel, Max (1872–1942), deutscher Kaufmann, Genossenschafter, Politiker, hamburgischer Senator
- Mendel, Meron (* 1976), israelisch-deutscher Pädagoge und Direktor der Bildungsstätte Anne Frank
- Mendel, Nate (* 1968), US-amerikanischer Rockbassist
- Mendel, Paul (1890–1976), deutscher Tischtennisspieler, Tennisfunktionär
- Mendel, Paul Michael (1873–1942), deutscher Bankier, Kunstsammler und -mäzen
- Mendel, Rudolf (1907–1979), deutscher Politiker (CDU), MdA
- Mendel-Steinfels, Heinrich von (1849–1902), preußischer Landesökonomierat und Mitglied des Preußischen Abgeordnetenhauses
- Mendele Moicher Sforim (1836–1917), jiddischer Schriftsteller
- Mendelejew, Dmitri Iwanowitsch (1834–1907), russischer Chemiker
- Mendelényi, Tamás (1936–1999), ungarischer Säbelfechter und Olympiasieger
- Mendelevitch, Yosef (* 1947), israelischer Refusenik und Rabbiner
- Mendelewitsch, Issaak Abramowitsch (1887–1952), russischer Bildhauer
- Mendelin, Patrick (* 1987), Schweizer Unihockeyspieler
- Mendell, Pierre (1929–2008), deutsch-amerikanischer Grafikdesigner
- Mendels, Josepha (1902–1995), niederländische Journalistin und Schriftstellerin
- Mendelsohn, Alfred (1910–1966), rumänischer Komponist
- Mendelsohn, Ben (* 1969), australischer Schauspieler und MusikerBen Mendelsohn (* 1969)

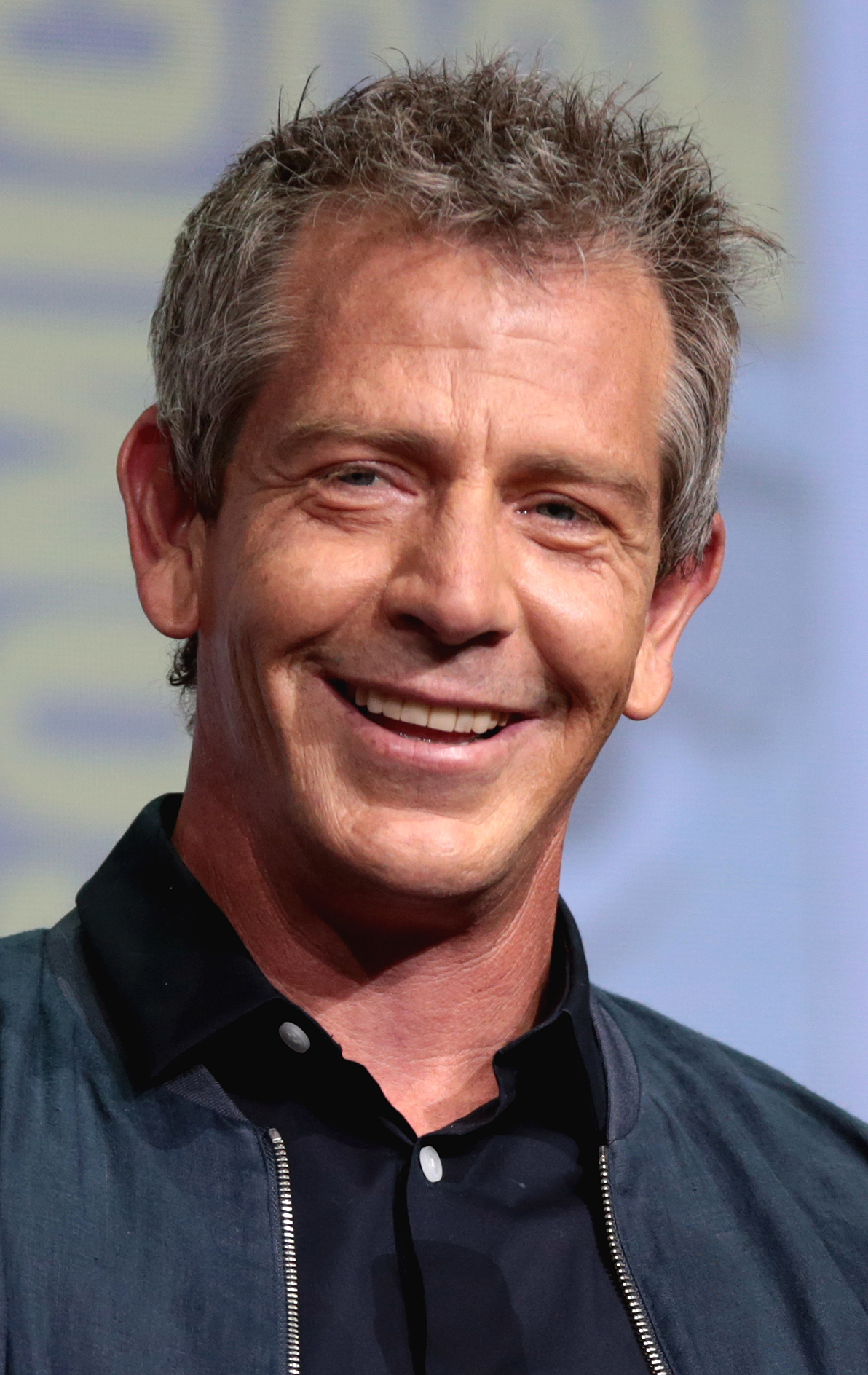
Ben Mendelsohn (* 1969)

- Mendelsohn, Carol (* 1951), US-amerikanische Drehbuchautorin und Produzentin
- Mendelsohn, Charles J. (1880–1939), US-amerikanischer Philologe, Historiker und Kryptologe
- Mendelsohn, Daniel (* 1960), US-amerikanischer Journalist und Buchautor
- Mendelsohn, Erich (1887–1953), deutsch-britischer ArchitektErich Mendelsohn (1887–1953)

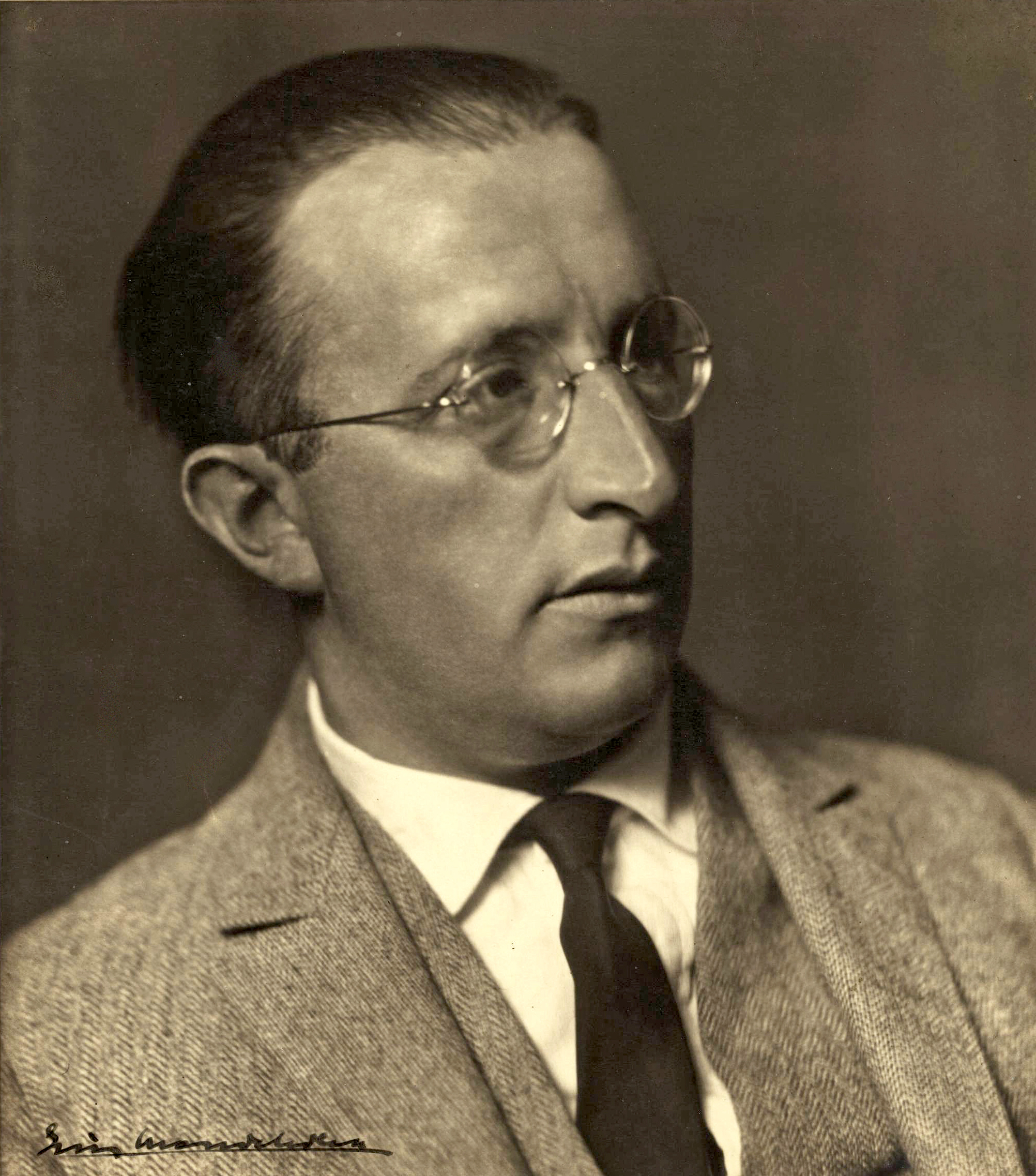
Erich Mendelsohn (1887–1953)

- Mendelsohn, Everett (1931–2023), US-amerikanischer Wissenschaftshistoriker
- Mendelsohn, Ezra (1940–2015), US-amerikanisch-israelischer Historiker
- Mendelsohn, Henriette (1853–1928), deutsche Malerin und Kunsthistorikerin
- Mendelsohn, Horst (1930–2013), deutscher Theaterschauspieler
- Mendelsohn, John (1928–1986), amerikanischer Historiker und Archivar
- Mendelsohn, John (1936–2019), US-amerikanischer Onkologe
- Mendelsohn, Jonathan (* 1980), US-amerikanischer Sänger und Songwriter
- Mendelsohn, Jonathan, Baron Mendelsohn (* 1966), britischer Lobbyist und Organisator der Labour Party
- Mendelsohn, Kurt Yonah (1902–1978), deutsch-israelischer Ökonom
- Mendelsohn, Martin (1860–1930), deutscher Mediziner und Hochschullehrer
- Mendelsohn, Moses (1782–1861), deutscher Autor
- Mendelsohn, Nathan (1917–2006), kanadischer Mathematiker
- Mendelsohn, Samuel (1850–1922), US-amerikanischer Rabbiner litauischer Herkunft
- Mendelsohn, Tina (* 1964), deutsche Journalistin, Fernsehmoderatorin und Filmemacherin
- Mendelson, Charlotte (* 1972), britische Schriftstellerin
- Mendelson, Gerhard (1913–1976), deutscher Musikproduzent
- Mendelson, John (1917–1978), britischer Politiker polnischer Herkunft
- Mendelson, Joseph R. (* 1964), US-amerikanischer Herpetologe
- Mendelson, Marc (1915–2013), belgischer Maler, Grafiker und Bildhauer
- Mendelson, Mira (1915–1968), sowjetische Autorin
- Mendelson, Stanley (1923–2002), US-amerikanischer Jazzmusiker
- Mendelssohn Bartholdy, Abraham (1776–1835), deutscher Bankier
- Mendelssohn Bartholdy, Albrecht (1874–1936), deutscher Rechts- und Politikwissenschaftler
- Mendelssohn Bartholdy, Cécile (1817–1853), Ehefrau von Felix Mendelssohn Bartholdy
- Mendelssohn Bartholdy, Edith (1882–1969), deutsche Sozial- und Kulturpolitikerin
- Mendelssohn Bartholdy, Felix (1809–1847), deutscher KomponistFelix Mendelssohn Bartholdy (1809–1847)

Felix Mendelssohn Bartholdy (1809–1847)

- Mendelssohn Bartholdy, Karl (1838–1897), deutscher Historiker
- Mendelssohn Bartholdy, Lea (1777–1842), Mutter des Komponisten Felix Mendelssohn Bartholdy
- Mendelssohn Bartholdy, Otto von (1868–1949), deutscher Bankier und Industrieller
- Mendelssohn Bartholdy, Paul der Ältere (1841–1880), deutscher Chemiker
- Mendelssohn Bartholdy, Paul der Jüngere (1879–1956), deutscher Chemiker und Industrieller
- Mendelssohn, Alexander (1798–1871), deutscher Bankier
- Mendelssohn, Arnold (1817–1854), deutscher Arzt
- Mendelssohn, Arnold (1855–1933), deutscher Komponist und MusikpädagogeArnold Mendelssohn (1855–1933)

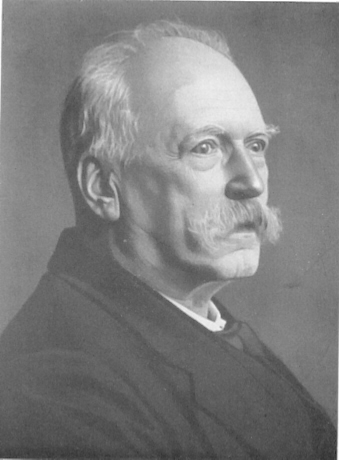
Arnold Mendelssohn (1855–1933)

- Mendelssohn, Eleonora von (1900–1951), deutsche Schauspielerin und Kunstsammlerin
- Mendelssohn, Erich von (1887–1913), deutscher Schriftsteller, Dichter und Übersetzer
- Mendelssohn, Felix de (1944–2016), österreichischer Psycho- und Lehranalytiker
- Mendelssohn, Felix von (1918–2008), deutsch-amerikanischer Psychiater und Psychotherapeut
- Mendelssohn, Francesco von (1901–1972), deutscher Cellist und Kunstsammler
- Mendelssohn, Franz (1887–1971), deutscher Marineoberbaurat und Diplomat
- Mendelssohn, Franz von (1829–1889), deutscher Bankier
- Mendelssohn, Franz von der Jüngere (1865–1935), deutscher Bankier und Wirtschaftsfunktionär
- Mendelssohn, Fromet (1737–1812), deutsche Haus- und Geschäftsfrau
- Mendelssohn, Georg (1886–1955), deutscher Kunsthandwerker
- Mendelssohn, Georg Benjamin (1794–1874), deutscher Geograph, Hochschullehrer und Schriftsteller
- Mendelssohn, Harald von (1911–2008), deutsch-dänischer Schriftsteller und Journalist
- Mendelssohn, Heinrich (1881–1959), deutscher Kaufmann, Bauunternehmer und Immobilien-Entwickler
- Mendelssohn, Heinrich (1910–2002), israelischer Biologe und Naturschützer
- Mendelssohn, Henriette (1775–1831), Erzieherin, Tochter des Philosophen Moses Mendelssohn
- Mendelssohn, Joseph (1770–1848), deutscher Bankier
- Mendelssohn, Joseph (1817–1856), deutscher Autor und Publizist
- Mendelssohn, Kurt (1906–1980), deutsch-britischer Physiker
- Mendelssohn, Ludwig (1852–1896), deutscher Klassischer Philologe
- Mendelssohn, Moses (1729–1786), deutsch-jüdischer Philosoph der AufklärungMoses Mendelssohn (1729–1786)

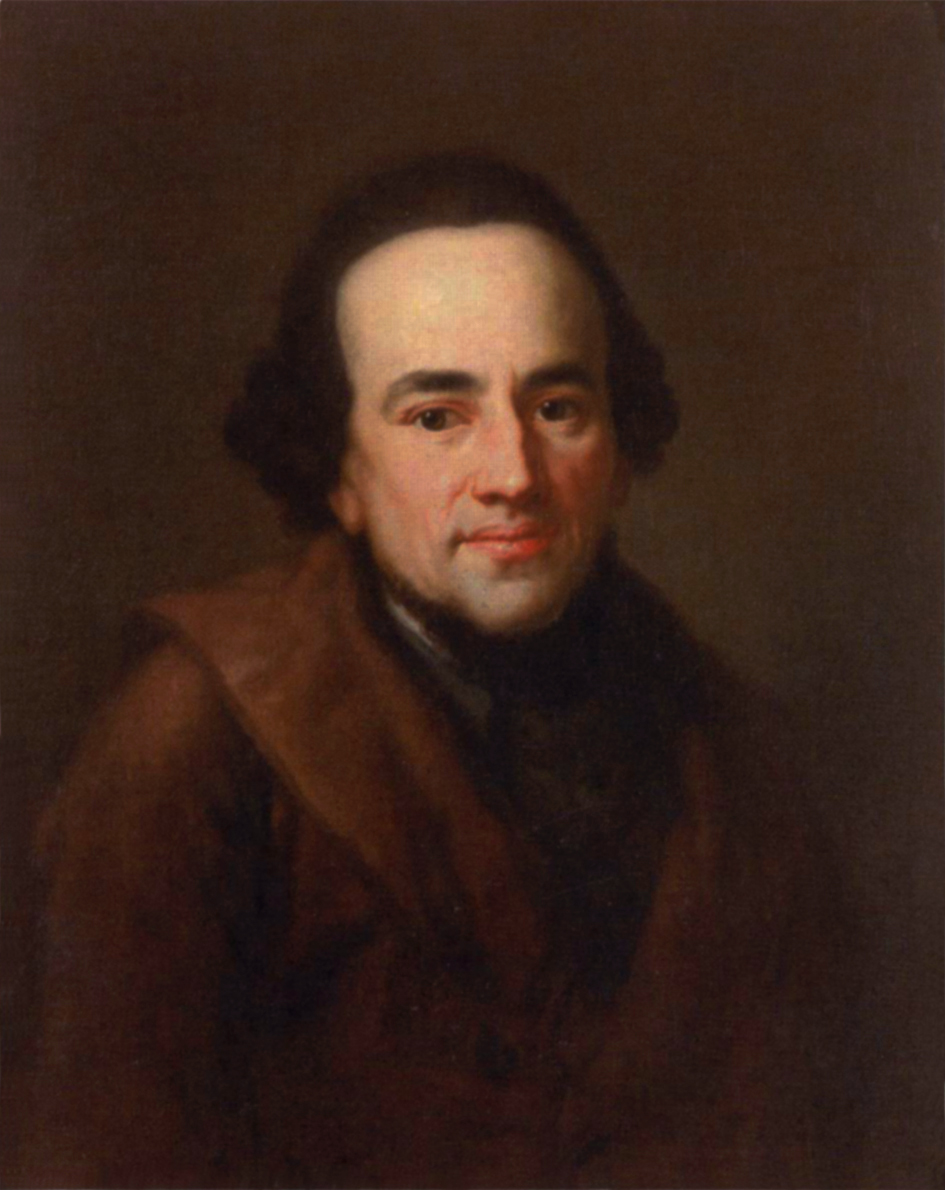
Moses Mendelssohn (1729–1786)

- Mendelssohn, Nathan (1781–1852), deutscher Mechaniker
- Mendelssohn, Nathan (* 1942), usbekischer Violinist und Geigenlehrer
- Mendelssohn, Peter de (1908–1982), deutsch-britischer Schriftsteller, Historiker, Essayist und Übersetzer
- Mendelssohn, Robert von (1857–1917), deutscher Bankier, Kunstsammler, Mäzen, Politiker und Diplomat
- Mendelssohn, Salomon (1813–1892), Festungsinspekteur, großherzoglich Oldenburgischer Turnlehrer
- Mendelssohn, Vladimir (1949–2021), rumänischer Bratschist, Komponist und Hochschullehrer
- Mendelssohn-Bartholdy, Ernst von (1846–1909), deutscher Bankier
- Mendelssohn-Bartholdy, Léonie (1889–1980), deutsche Pianistin, Musikpädagogin und Komponistin
- Mendelssohn-Bartholdy, Lotte von (1877–1946), deutsche Kunstsammlerin und Autorin
- Mendelssohn-Bartholdy, Paul (1812–1874), deutscher Bankier
- Mendelssohn-Bartholdy, Paul von (1875–1935), deutscher Bankier
- Mendelsson, Eva (* 1931), deutsche Zeitzeugin der Judenverfolgung

#### Menden
- Menden, Anne (* 1985), deutsche Schauspielerin und Sängerin
- Mendenhall, David (* 1971), US-amerikanischer Schauspieler und Synchronsprecher
- Mendenhall, Dorothy Reed (1874–1964), US-amerikanische Ärztin
- Mendenhall, Erin (* 1980), US-amerikanische Politikerin (Demokratische Partei)
- Mendenhall, Thomas Corwin (1841–1924), US-amerikanischer Physiker, Meteorologe und Shakespeareforscher
- Mendenhall, Walter Curran (1871–1957), US-amerikanischer Geologe

#### Mender
- Mender, Mark (1933–2024), deutscher Modefotograf und Filmemacher
- Menderes, Adnan (1899–1961), türkischer Politiker und MinisterpräsidentAdnan Menderes (1899–1961)

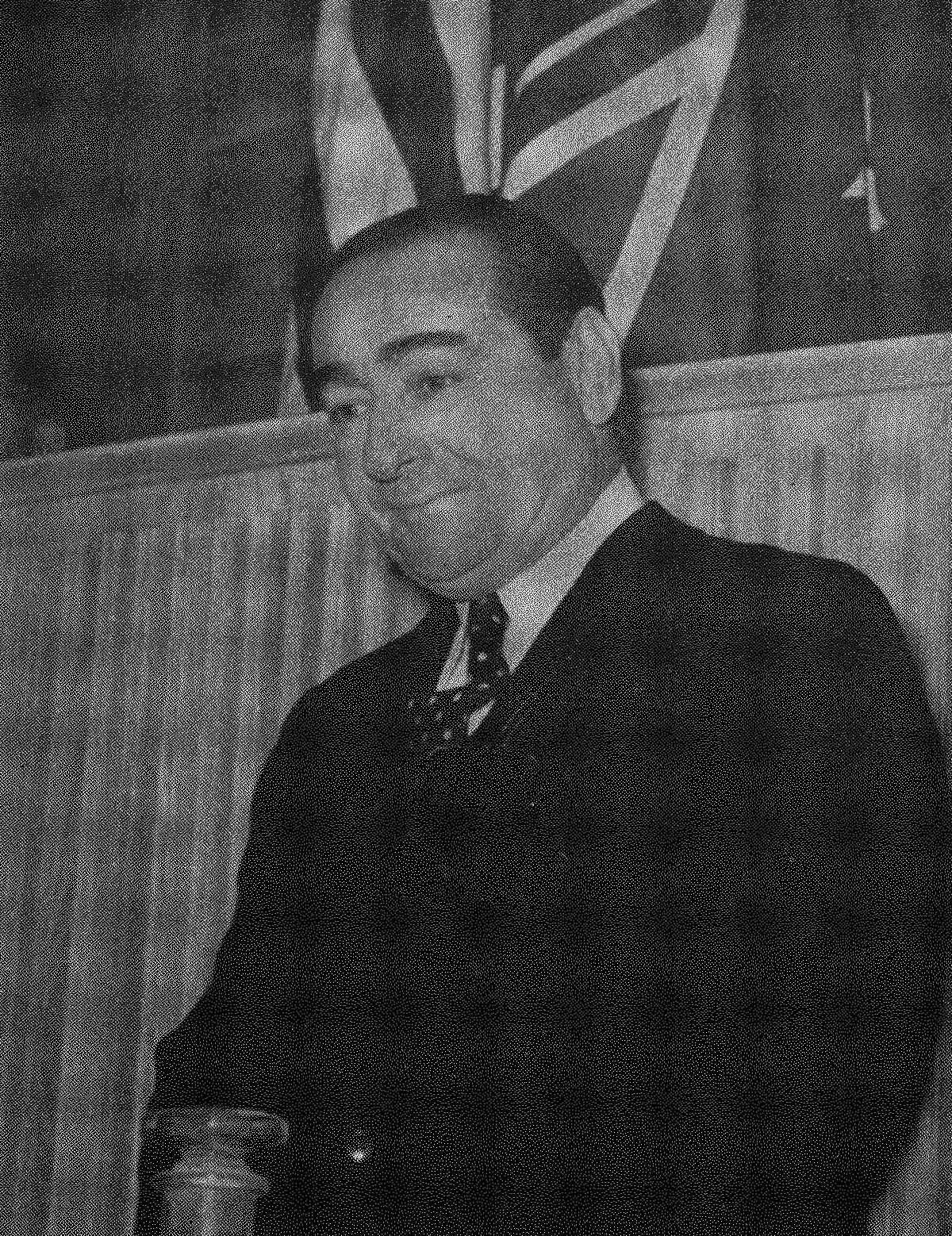
Adnan Menderes (1899–1961)

- Menderes, Etem (1899–1992), türkischer Politiker

#### Mendes
- Mendes Costa, Hildebrando (* 1926), brasilianischer Geistlicher, Altbischof von Estância
- Mendes da Costa, Emanuel (1717–1791), britischer Zoologe und Paläontologe
- Mendes da Costa, Joseph (1863–1939), niederländischer Bildhauer
- Mendes da Rocha, Paulo (1928–2021), brasilianischer Architekt
- Mendes da Veiga, Aguinaldo Policarpo (* 1989), angolanischer Fußballspieler
- Mendes de Almeida, Luciano Pedro (1930–2006), brasilianischer Ordensgeistlicher, römisch-katholischer Erzbischof von Mariana
- Mendes de Carvalho, Agostinho André (1924–2014), angolanischer Schriftsteller und Diplomat
- Mendès France, Michel (1936–2018), französischer Mathematiker
- Mendès France, Pierre (1907–1982), französischer Politiker, Mitglied der Nationalversammlung, Premierminister (1954–1955)Pierre Mendès France (1907–1982)

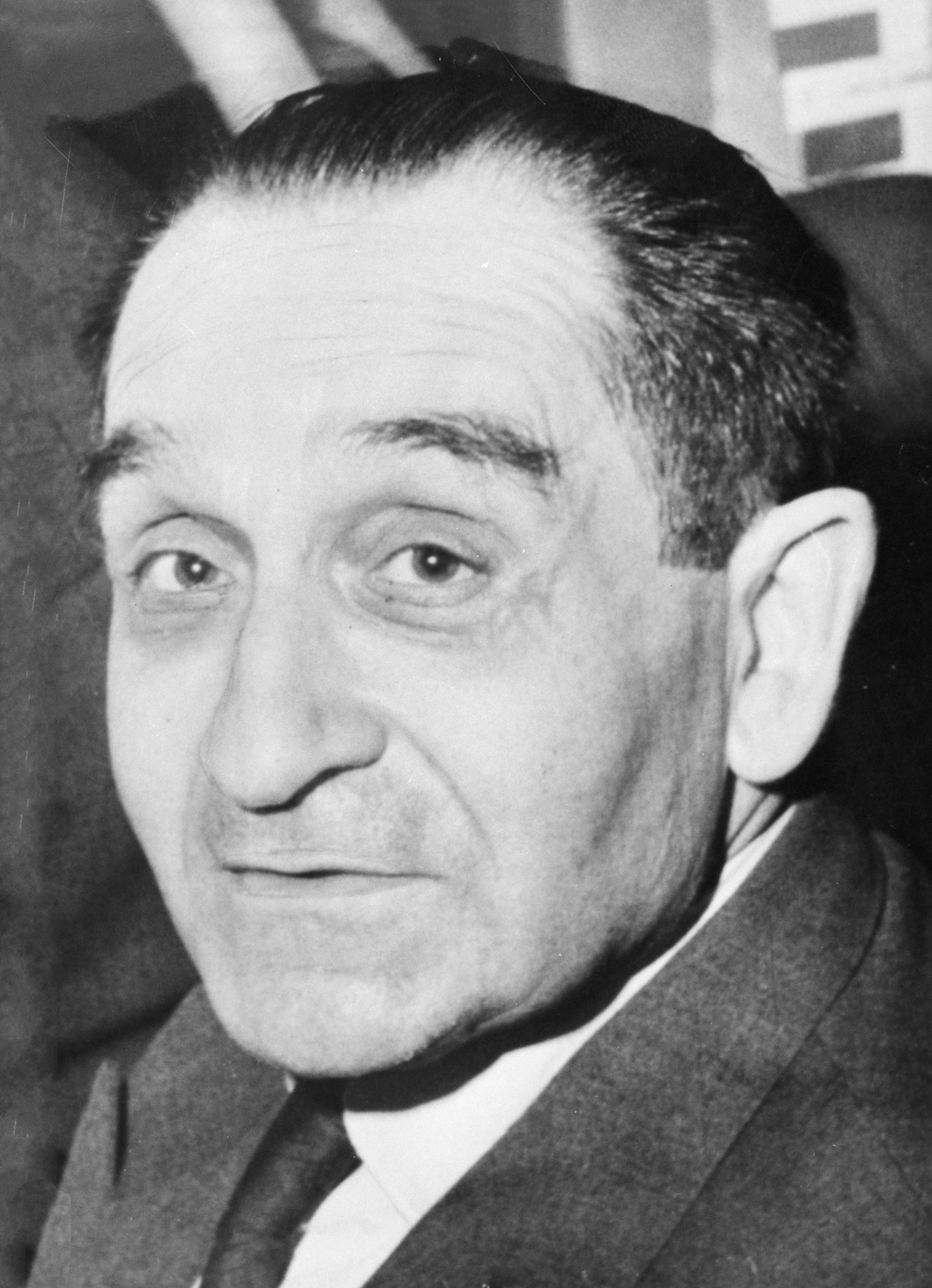
Pierre Mendès France (1907–1982)

- Mendes Gomes, Carlos (* 1998), guinea-bissauischer Fußballspieler
- Mendes Guimarães, Edílson (* 1986), brasilianischer Fußballspieler
- Mendes Jones, Crisaide (* 1973), brasilianische Schauspielerin und Balletttänzerin
- Mendes Peixoto, Paulo (* 1951), brasilianischer Geistlicher, römisch-katholischer Erzbischof von Uberaba
- Mendes Tavares, Teodoro (* 1964), kap-verdischer Ordensgeistlicher, römisch-katholischer Bischof von Ponta de Pedras
- Mendes, Afonso (1579–1659), portugiesischer Jesuitenpater
- Mendes, Amazonino (1939–2023), brasilianischer Politiker
- Mendes, Augusto (* 1983), brasilianischer Kampfsportler
- Mendes, Benedict (* 1950), tansanischer Hockeyspieler
- Mendes, Bob (1928–2021), belgisch-flämischer Schriftsteller
- Mendes, Camila (* 1994), brasilianisch-US-amerikanische SchauspielerinCamila Mendes (* 1994)

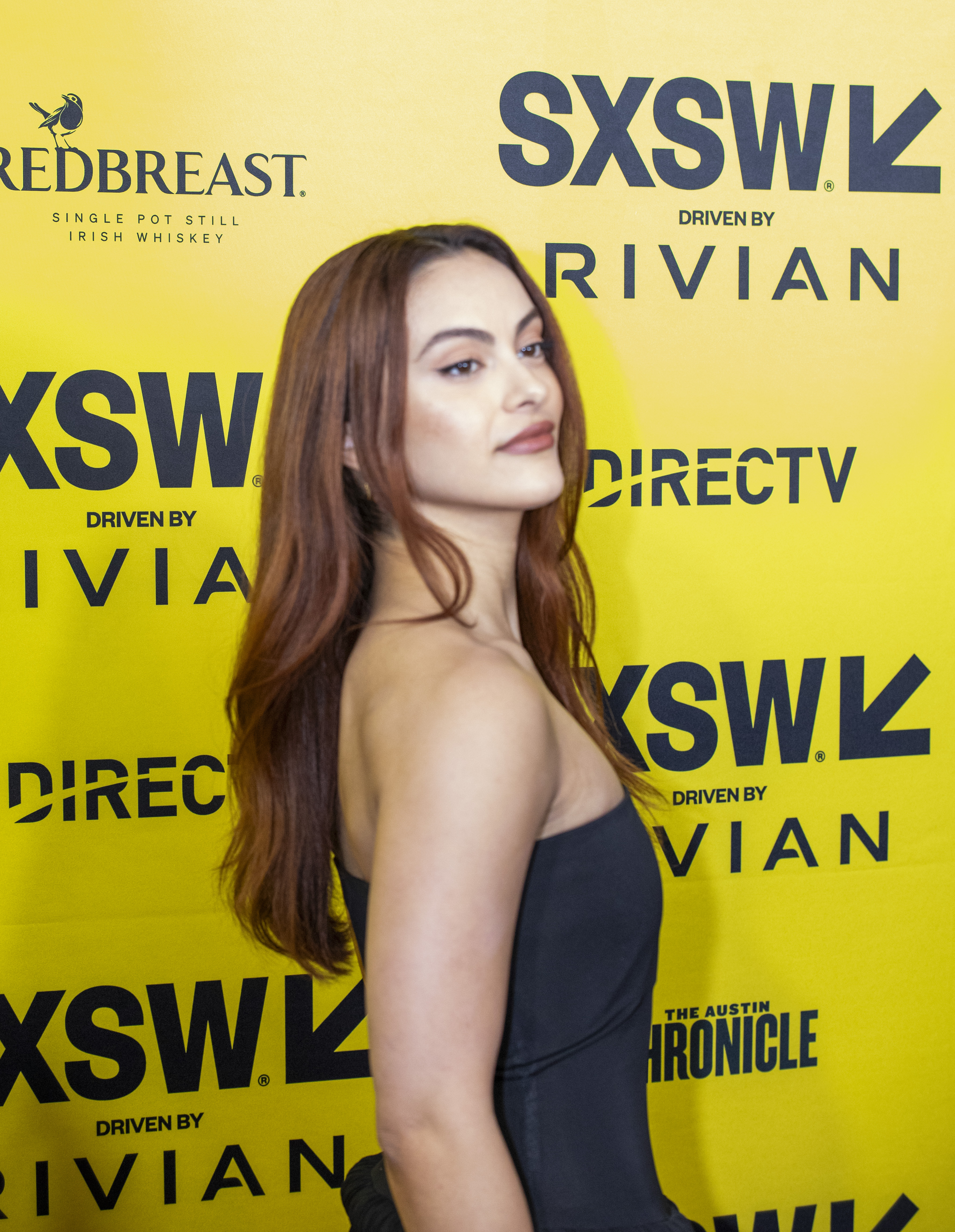
Camila Mendes (* 1994)

- Mendes, Cândido (1928–2022), brasilianischer Soziologe, Politikwissenschaftler, Hochschulrektor und Schriftsteller
- Mendes, Carlos (* 1947), portugiesischer Sänger und Schauspieler
- Mendes, Carlos (* 1980), US-amerikanischer Fußballspieler
- Mendes, Carolina (* 1987), portugiesische Fußballspielerin
- Mendes, Cássio Gabus (* 1961), brasilianischer Schauspieler
- Mendès, Catulle (1841–1909), französischer Schriftsteller und Dichter
- Mendes, Chico (1944–1988), brasilianischer Kautschukzapfer, Gründer der Kautschukzapfergewerkschaft und Umweltaktivist
- Mendes, Dalva Maria Carvalho (* 1956), brasilianische Medizinerin und Militärperson
- Mendes, Daniel (* 1981), brasilianischer Fußballspieler
- Mendes, David (* 1962), angolanischer Anwalt, Menschenrechtsaktivist und Politiker
- Mendes, David (* 1982), niederländischer Fußballspieler
- Mendes, Douglas (* 2001), brasilianischer Sprinter
- Mendes, Duarte (* 1947), portugiesischer Sänger
- Mendes, Eleonora, deutsch-brasilianische Filmschauspielerin und Filmproduzentin
- Mendes, Elizeu Simões (1915–2001), brasilianischer Geistlicher und römisch-katholischer Bischof von Campo Mourão
- Mendes, Enio (* 1985), portugiesischer Tischtennisspieler
- Mendes, Eva (* 1974), US-amerikanische SchauspielerinEva Mendes (* 1974)

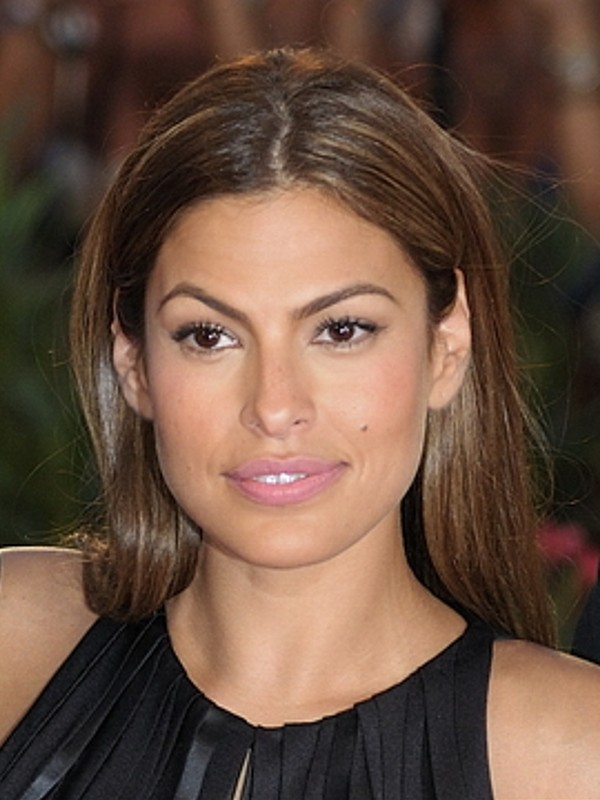
Eva Mendes (* 1974)

- Mendes, Fernando (1946–2001), portugiesischer Radrennfahrer
- Mendes, Fernando (* 1963), portugiesischer Schauspieler und Fernsehmoderator
- Mendes, Fernando (* 1966), portugiesischer Fußballspieler
- Mendes, Francisco (1939–1978), guinea-bissauischer Widerstandskämpfer und Politiker (PAIGC), Premierminister von Guinea-Bissau (1973–78)
- Mendes, Georges (* 1974), französisch-portugiesischer Skirennläufer
- Mendes, Gilberto (1922–2016), brasilianischer Komponist und Schauspieler
- Mendes, Gilmar (* 1955), brasilianischer Jurist, Richter und Professor für Staatsrecht
- Mendes, Houboulang (* 1998), guinea-bissauisch-französischer Fußballspieler
- Mendes, Joaquim Augusto da Silva (* 1948), portugiesischer römisch-katholischer Ordensgeistlicher, emeritierter Weihbischof in Lissabon
- Mendes, John (1926–2005), trinidadischer Geistlicher, römisch-katholischer Weihbischof in Port of Spain
- Mendes, Jonna (* 1979), US-amerikanische Skirennläuferin
- Mendes, Jorge (* 1966), portugiesischer SpielervermittlerJorge Mendes (* 1966)

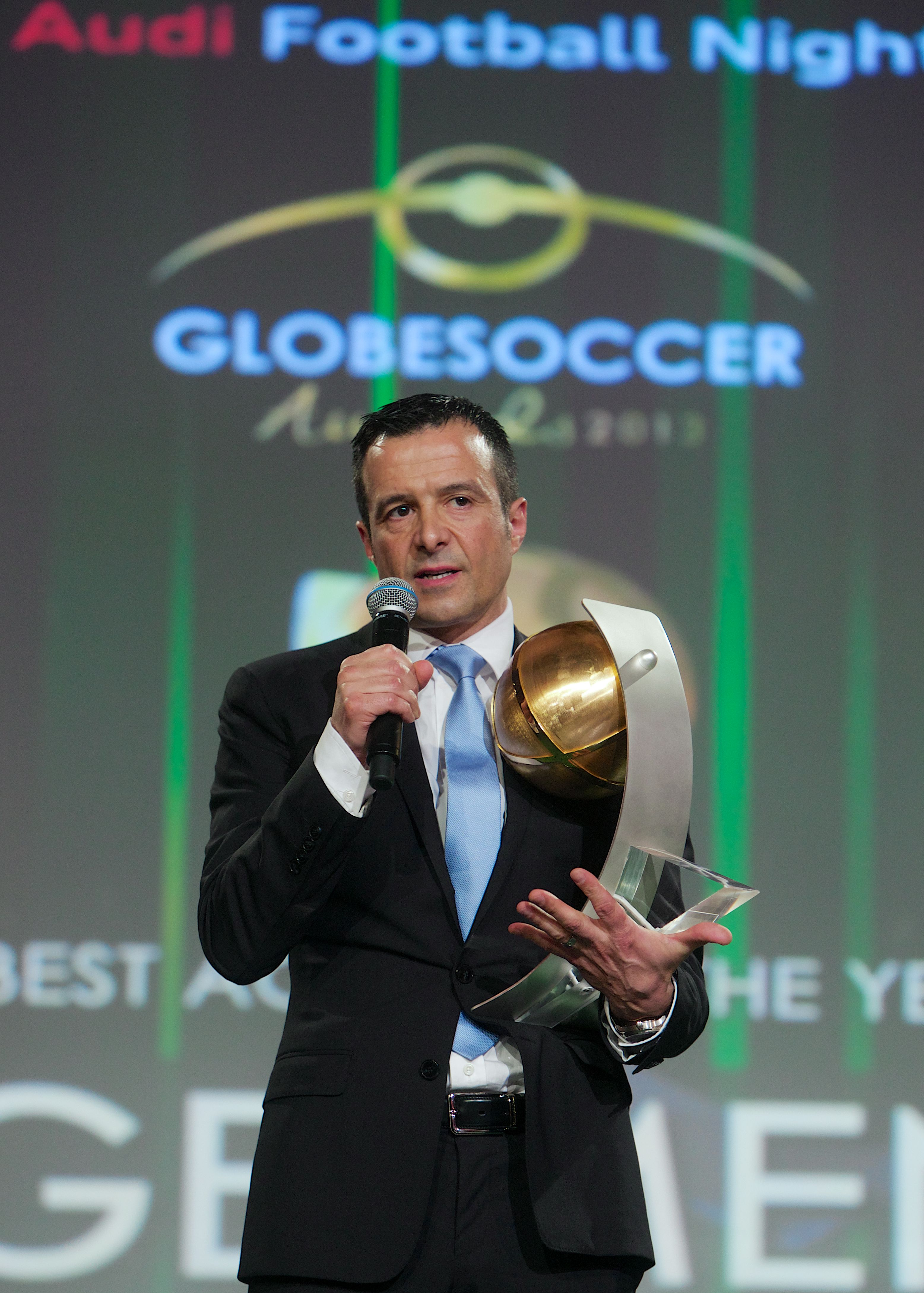
Jorge Mendes (* 1966)

- Mendes, Josafat (* 2002), schwedischer Fußballspieler
- Mendes, José (* 1985), portugiesischer Straßenradrennfahrer
- Mendes, Junior (* 1976), englisch-montserratischer Fußballspieler
- Mendes, Lothar (1893–1974), deutscher Filmregisseur
- Mendes, Lucas (* 1990), brasilianisch-katarischer Fußballspieler
- Mendes, Luís Filipe de Castro (* 1950), portugiesischer Diplomat, Lyriker und Diplomat
- Mendes, Luís Marques (* 1957), portugiesischer Jurist und Politiker der Sozialdemokraten
- Mendes, Manuel († 1605), portugiesischer Komponist
- Mendes, Manuel (1906–1969), portugiesischer Schriftsteller
- Mendes, Maria, portugiesische Jazzsängerin
- Mendes, Martin, deutscher Schlagersänger
- Mendes, Miguel Gonçalves (* 1978), portugiesischer Filmregisseur
- Mendes, Milton (* 1965), brasilianischer Fußballspieler und -trainer
- Mendes, Mónica (* 1993), portugiesische Fußballspielerin
- Mendes, Murilo (1901–1975), brasilianischer Lyriker und Schriftsteller
- Mendes, Nilton (1976–2006), brasilianischer Fußballspieler
- Mendes, Nuno (* 1984), portugiesischer Ruderer
- Mendes, Nuno (* 2002), portugiesischer Fußballspieler
- Mendes, Orlando (1916–1990), mosambikanischer Schriftsteller
- Mendes, Papu (* 2000), guinea-bissauischer Fußballspieler
- Mendes, Pedro (* 1979), portugiesischer Fußballspieler
- Mendes, Pedro (* 1990), portugiesischer Fußballspieler
- Mendes, Pedro Rosa (* 1968), portugiesischer Journalist und Autor
- Mendes, Rodrigo (* 1975), brasilianischer Fußballspieler
- Mendes, Rui (* 1999), portugiesisch-deutscher Fußballspieler
- Mendes, Ryan (* 1990), kap-verdischer Fußballspieler
- Mendes, Sam (* 1965), britischer Regisseur und OscarpreisträgerSam Mendes (* 1965)

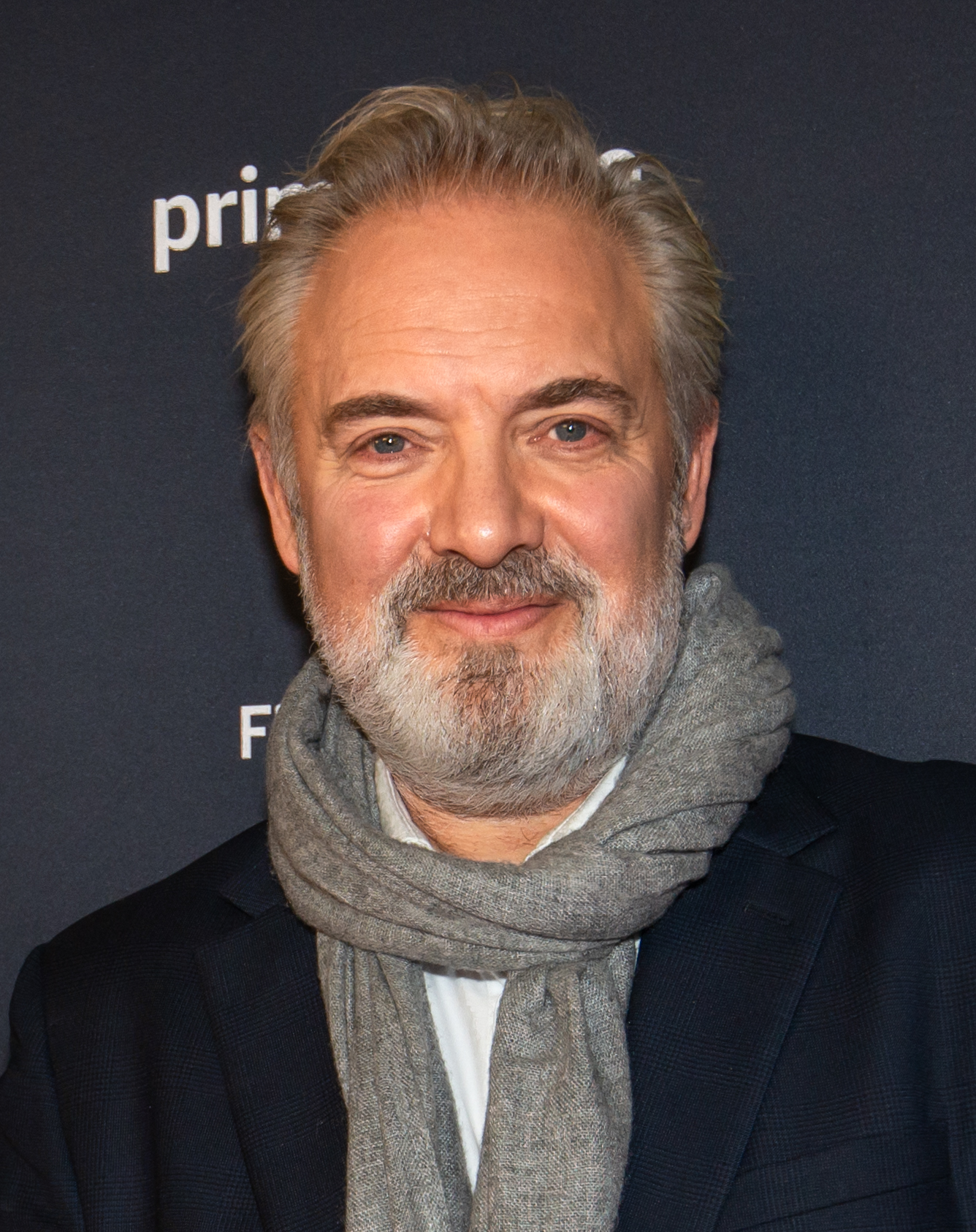
Sam Mendes (* 1965)

- Mendes, Sebastião Roque Rabelo (1929–2020), brasilianischer Geistlicher und römisch-katholischer Weihbischof in Belo Horizonte
- Mendes, Sérgio (1941–2024), brasilianischer Pianist und Arrangeur
- Mendes, Shawn (* 1998), kanadischer Popsänger und SongwriterShawn Mendes (* 1998)

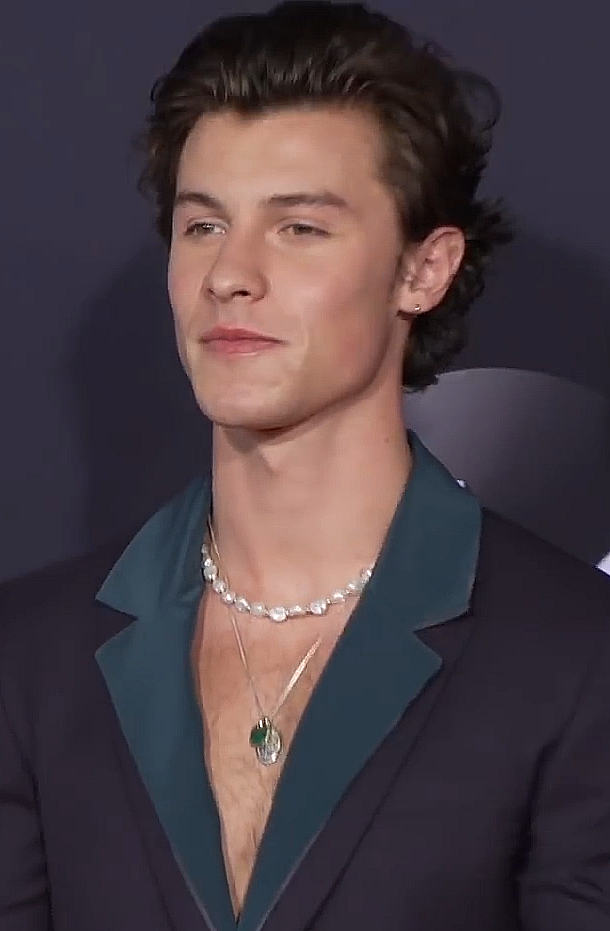
Shawn Mendes (* 1998)

- Mendes, Thiago (* 1992), brasilianischer Fußballspieler
- Mendes-Campeau, Marie-Andrée (* 1990), kanadische Shorttrackerin
- Mendes-Flohr, Paul (1941–2024), US-amerikanischer Historiker
- Mendesová, Pernilla (* 1994), tschechische Tennisspielerin

#### Mendez
- Méndez Arceo, Sergio (1907–1992), mexikanischer Geistlicher, römisch-katholischer Bischof
- Méndez Bracamonte, Benito Adán (* 1962), venezolanischer Geistlicher, römisch-katholischer Militärbischof von Venezuela
- Méndez de Vigo y Osorio, Felipe († 1901), spanischer Diplomat
- Méndez de Vigo, Íñigo (* 1956), spanischer Politiker (PP), MdEP
- Méndez Docurro, Eugenio (1923–2015), mexikanischer Politiker und Ingenieur
- Méndez Fleitas, Epifanio (1917–1985), paraguayischer Politiker, Musiker und Schriftsteller
- Méndez Gaa, Eduardo (* 1969), deutsch-uruguayischer Fernsehjournalist
- Méndez García, Sarah (* 1976), deutsche Synchronsprecherin und Schauspielerin
- Méndez Guédez, Juan Carlos (* 1967), venezolanischer Schriftsteller
- Méndez Montenegro, Julio César (1915–1996), guatemaltekischer Präsident
- Méndez Montero, Winston (* 1974), dominikanischer Boxer
- Méndez Plancarte, Alfonso (1909–1955), mexikanischer Kleriker, Humanismusforscher, Romanist, Hispanist und Mexikanist
- Méndez Plancarte, Gabriel (1905–1949), mexikanischer Kleriker, Dichter, Humanismusforscher, Romanist, Hispanist und Mexikanist
- Méndez y del Río, Jenaro (1867–1952), mexikanischer Geistlicher, römisch-katholischer Bischof von Huajuapan de León
- Méndez, Alberto (* 1974), deutsch-spanischer Fußballspieler
- Méndez, Alex (* 2000), US-amerikanischer Fußballspieler
- Mendez, Antonio (* 1984), spanischer Dirigent
- Méndez, Aparicio (1904–1988), uruguayischer Politiker und Präsident von Uruguay
- Mendez, Argenis (* 1986), dominikanischer Boxer im Superfedergewicht und Normalausleger
- Méndez, Arley (* 1993), chilenisch-kubanischer Gewichtheber
- Mendez, Ava (* 1995), philippinische Filmschauspielerin
- Méndez, Brais (* 1997), spanischer Fußballspieler
- Méndez, Bruno (* 1990), spanischer Rennfahrer
- Méndez, Bruno (* 1999), uruguayischer Fußballspieler
- Méndez, Carlos (* 1988), uruguayischer Fußballspieler
- Mendez, Charles (* 1947), US-amerikanischer Automobilrennfahrer und Motorsportfunktionär
- Méndez, Concha (1898–1986), spanische Dichterin und Dramatikerin
- Méndez, Conny (1898–1979), venezolanische Schauspielerin, Malerin und Karikaturistin, Schriftstellerin und Komponistin und Begründerin der Metafísica Cristiana
- Méndez, Diego († 1536), spanischer Seefahrer, Begleiter von Christoph Kolumbus auf dessen Vierter Reise
- Méndez, Edison (* 1979), ecuadorianischer Fußballspieler (Mittelfeld)
- Méndez, Eugenio (* 1941), chilenischer Fußballspieler
- Méndez, Eustaquio (1784–1849), bolivianischer Militärführer
- Méndez, Felipe, argentinischer Fossiliensammler
- Méndez, Fuensanta (* 1995), mexikanische Jazz- und Improvisationsmusikerin (Kontrabass, Gesang, Komposition)
- Méndez, Guillermo (* 1994), uruguayischer Fußballspieler
- Méndez, Gustavo (* 1971), uruguayischer Fußballspieler
- Mendez, Haley (* 1993), US-amerikanische Squashspielerin
- Méndez, Héctor (1897–1977), argentinischer Boxer
- Méndez, Henry, dominikanischer Musiker
- Méndez, Hugo († 2009), uruguayischer Politiker
- Méndez, Ivo (* 1991), bolivianischer Fußballschiedsrichter
- Méndez, Javier (* 1949), chilenischer Fußballspieler
- Méndez, Javier (* 1982), uruguayischer Fußballspieler
- Méndez, Jerónimo (1887–1959), chilenischer Politiker
- Méndez, Jesús (* 1984), argentinischer Fußballspieler
- Méndez, Jhegson (* 1997), ecuadorianischer Fußballspieler
- Méndez, José (1937–2021), spanischer Ruderer und Sportfunktionär
- Méndez, José Antonio (1927–1989), kubanischer Sänger, Gitarrist und Komponist
- Méndez, José de Jesús, mexikanischer Widerständler
- Méndez, Juan Ernesto (* 1944), argentinischer Rechtswissenschaftler, Sonderberichterstatter der Vereinten Nationen über Folter
- Méndez, Juan Nepomuceno (1820–1894), mexikanischer General und Politiker, Interimspräsident (1876–1877)
- Méndez, Kevin (* 1996), uruguayischer Fußballspieler
- Méndez, Kinito (* 1961), dominikanischer Merengue-Sänger
- Méndez, Leopoldo (1902–1969), mexikanischer Künstler
- Méndez, Lucía (* 1955), mexikanische Schauspielerin, Sängerin und Model
- Méndez, Luis (* 1959), uruguayischer Sportschütze
- Méndez, Luis (* 1969), uruguayischer Boxer
- Méndez, Marcelo (* 1981), uruguayischer Fußballspieler
- Méndez, Marcos, mexikanischer Squashspieler
- Méndez, María (* 2001), spanische Fußballspielerin
- Méndez, Mario (* 1979), mexikanischer Fußballspieler
- Méndez, Mario Omar (1938–2020), uruguayischer Fußballspieler und -trainer
- Mendez, Marten (1916–1994), US-amerikanischer Badmintonspieler
- Méndez, Martha (* 2000), dominikanische Sprinterin
- Mendez, Mauricio (* 1995), mexikanischer Triathlet
- Mendez, Mike (* 1973), US-amerikanischer Filmregisseur und Filmeditor
- Mendez, Nicolas Pedro († 1542), römisch-katholischer Geistlicher, Bischof von Tanger
- Méndez, Norberto (1923–1998), argentinischer Fußballspieler
- Méndez, Omar (* 1934), uruguayischer Fußballspieler
- Méndez, Óscar (* 1994), uruguayischer Fußballspieler
- Méndez, Rafael (1904–1982), bolivianischer Fußballspieler
- Mendez, Seone (* 1999), australische Tennisspielerin
- Mendez, Tony (1940–2019), Geheimdienstoffizier des US-amerikanischen Nachrichtendienstes CIA, bildender Künstler und Buchautor
- Méndez, Víctor (* 1999), chilenischer Fußballspieler
- Méndez, Waldemar (* 1971), argentinischer Fußballspieler
- Méndez-Gonzalez, Alfredo (1907–1995), US-amerikanischer Bischof von Arecibo

### Mendg
- Mendgen, Martin (1893–1970), deutscher Maler und Kunstlehrer

### Mendh
- Mendham, Alex (* 1983), britischer Sänger, Saxophonist und Bandleader
- Mendheim, Julius (1788–1836), deutscher Schachmeister
- Mendheim, Max (1862–1939), deutscher Schriftsteller, Redakteur, Lyriker und Kritiker

### Mendi
- Mendi, Tolga (* 1993), türkischer Schauspieler
- Mendía, Mateo (* 2004), argentinischer Fußballspieler
- Mendíbil, José María Ortiz de (1926–2015), spanischer Fußballschiedsrichter
- Mendíbil, Pablo de (1788–1832), spanischer Romanist und Hispanist, der in Frankreich und England wirkte
- Mendiboyev, Bahrom (* 1983), usbekischer Gewichtheber
- Mendiburu, Helios (1936–2024), deutscher Kommunalpolitiker (SPD)
- Mendiburu, Manuel de (1805–1885), peruanischer Offizier, Historiker und Politiker
- Mendiburu, Omar (1960–2025), mexikanischer Fußballspieler
- Mendiburu, Ramón (* 1940), spanischer Radrennfahrer
- Mendicino, Gerry (* 1950), kanadischer Schauspieler
- Mendicutti, Eduardo (* 1948), spanischer Schriftsteller und Journalist
- Mendieta y Montefur, Carlos (1873–1960), Präsident von Kuba (1934–1935)
- Mendieta, Ana (1948–1985), kubanisch-amerikanische Künstlerin
- Mendieta, Gaizka (* 1974), spanischer FußballspielerGaizka Mendieta (* 1974)

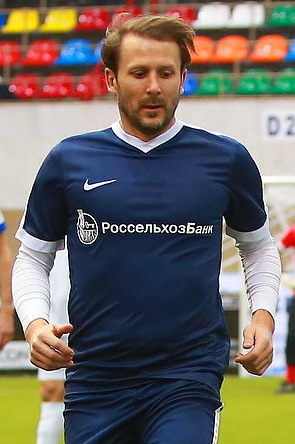
Gaizka Mendieta (* 1974)

- Mendieta, Gerónimo de (1525–1604), spanischer Missionar und Historiker
- Mendieta, Kevin (* 2003), paraguayischer Hürdenläufer
- Mendig, Hans Joachim (* 1953), deutscher Produzent von Fernsehserien und Fernsehfilmen
- Mendiharat Pommies, Marcelo (1914–2007), französischer Geistlicher, Bischof von Salto
- Mendijur, Amelio (1943–1965), spanischer Radrennfahrer
- Mendilibar, José Luis (* 1961), spanischer Fußballtrainer
- Mendiluce Pereiro, José (1951–2015), spanischer Autor und Politiker
- Mendinhall, John M. (1861–1938), US-amerikanischer Politiker
- Mendini, Alessandro (1931–2019), italienischer Designer und ArchitektAlessandro Mendini (1931–2019)

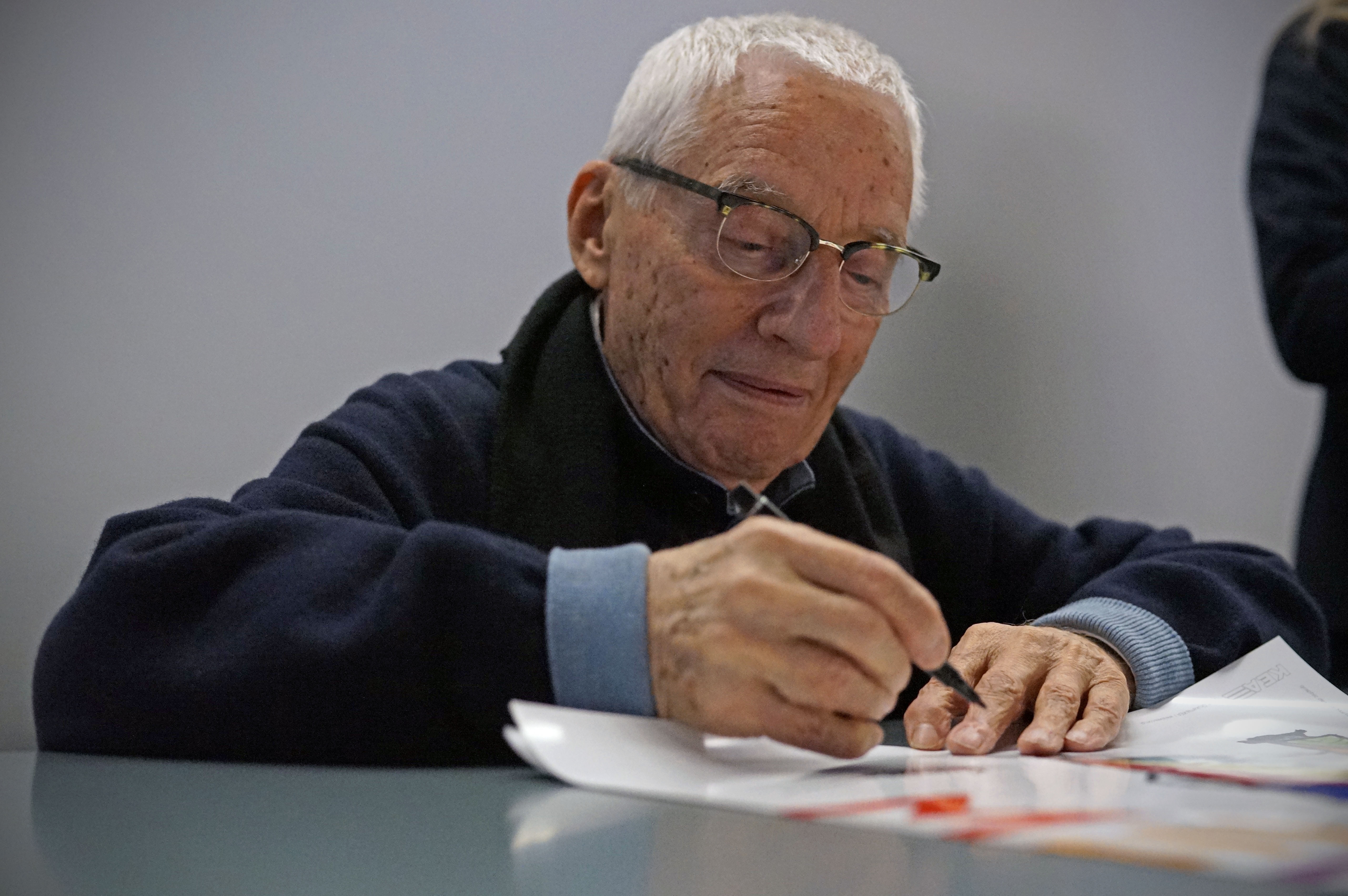
Alessandro Mendini (1931–2019)

- Mendinueta y Múzquiz, Pedro (1736–1825), spanischer Offizier und Kolonialverwalter
- Mendiola Quezada, Vicente (1900–1986), mexikanischer Architekt und Maler
- Mendiola, Mojo (1954–2017), deutscher Autor, Musikjournalist, Afro-Amerikanist, Fotograf und Maler
- Mendiondou, Jean (1885–1961), französischer Politiker und Widerstandskämpfer
- Mendis, Kamindu (* 1998), sri-lankischer Cricketspieler
- Mendis, Kusal (* 1995), sri-lankischer Cricketspieler
- Mendis, Lakshima (* 2002), sri-lankische Sprinterin
- Mendis, Warnakulasurya Wadumestrige Devasritha Valence (* 1958), sri-lankischer Geistlicher, römisch-katholischer Bischof von Kandy
- Menditéguy, Carlos (1915–1973), argentinischer Formel-1-Rennfahrer, Polo-Spieler
- Mendive, Kiko (1919–2000), kubanischer Schauspieler, Choreograph, Tänzer und Sänger
- Mendível, Joaquín (1919–1997), kubanischer Pianist, Arrangeur, Komponist, Orchesterleiter und Musikpädagoge
- Mendizábal Barrutia, Luis Alberto (* 1940), guatemaltekischer Verwaltungsjurist und Unternehmer
- Mendizábal Moya, Augusto (* 1918), bolivianischer Politiker und Diplomat
- Mendizábal, Bingen (* 1962), spanischer Komponist
- Mendizábal, Guillermo (* 1954), mexikanischer Fußballspieler, Trainer und Funktionär
- Mendizábal, Jesús (* 1959), mexikanischer Fußballspieler
- Mendizábal, Mikel (* 2000), spanischer Eishockeyspieler
- Mendizábal, Rosendo (1868–1913), argentinischer Tangopianist und -komponist

### Mendl
- Mendl, Charles (1871–1958), britischer Diplomat und Filmschauspieler
- Mendl, Fritz (1864–1929), österreichischer Unternehmer
- Mendl, Hans (* 1960), deutscher römisch-katholischer Theologe
- Mendl, Michael (* 1944), deutscher SchauspielerMichael Mendl (* 1944)

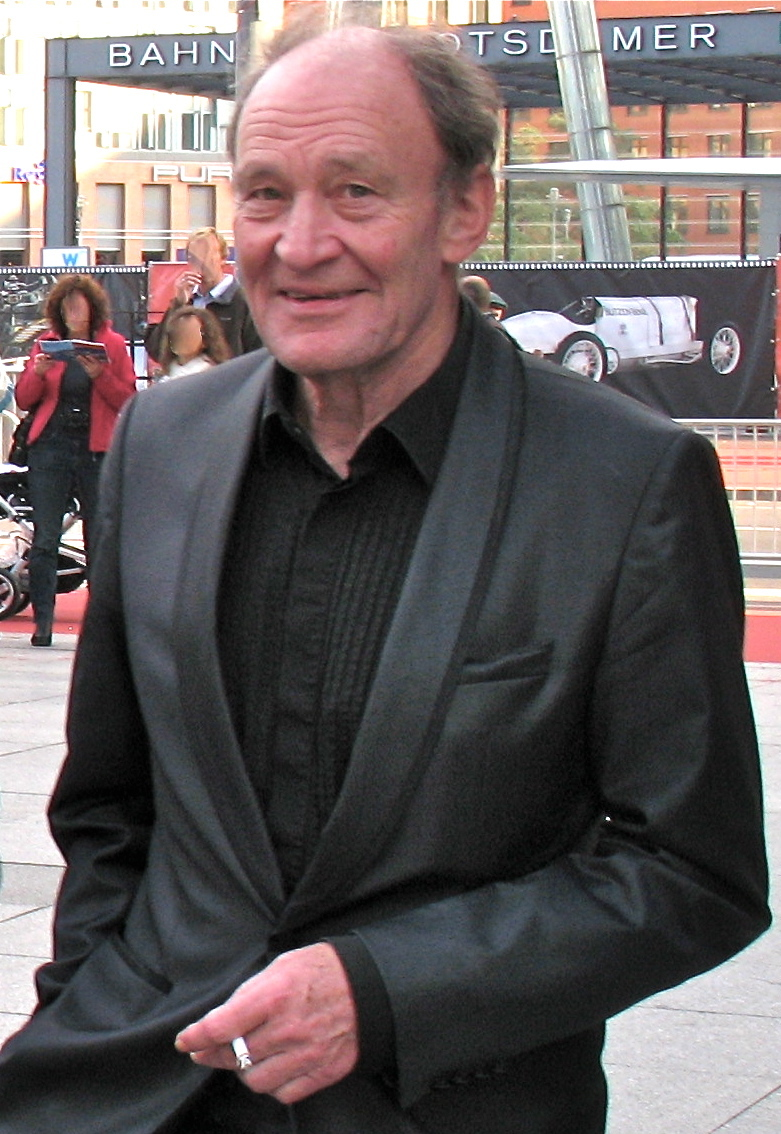
Michael Mendl (* 1944)

- Mendl, Wolf (1926–1999), britischer Militärsoziologe deutscher Herkunft
- Mendle, Abraham († 1767), Hoffaktor
- Mendler, Bridgit (* 1992), US-amerikanische Schauspielerin und Sängerin
- Mendler, Markus (* 1993), deutscher Fußballspieler
- Mendler, Martin, deutscher Architekt
- Mendler, Philipp (1936–1995), deutscher Bildhauer
- Mendleson, Anthony (1915–1996), britischer Kostümdesigner
- Mendlewitsch, Doris (* 1957), deutsche Autorin und Kommunikationsberaterin
- Mendling, Gabriela (1959–2007), deutsche Schriftstellerin
- Mendling, Jan (* 1976), deutscher Wirtschaftsinformatiker
- Mendling, Josef (1920–2000), deutscher Verwaltungsbeamter und Politiker (SPD), MdL
- Mendling, Werner (* 1946), deutscher Mediziner und Hochschullehrer

### Mendo
- Mendonça Filho, Kleber (* 1968), brasilianischer Filmregisseur und DrehbuchautorKleber Mendonça Filho (* 1968)

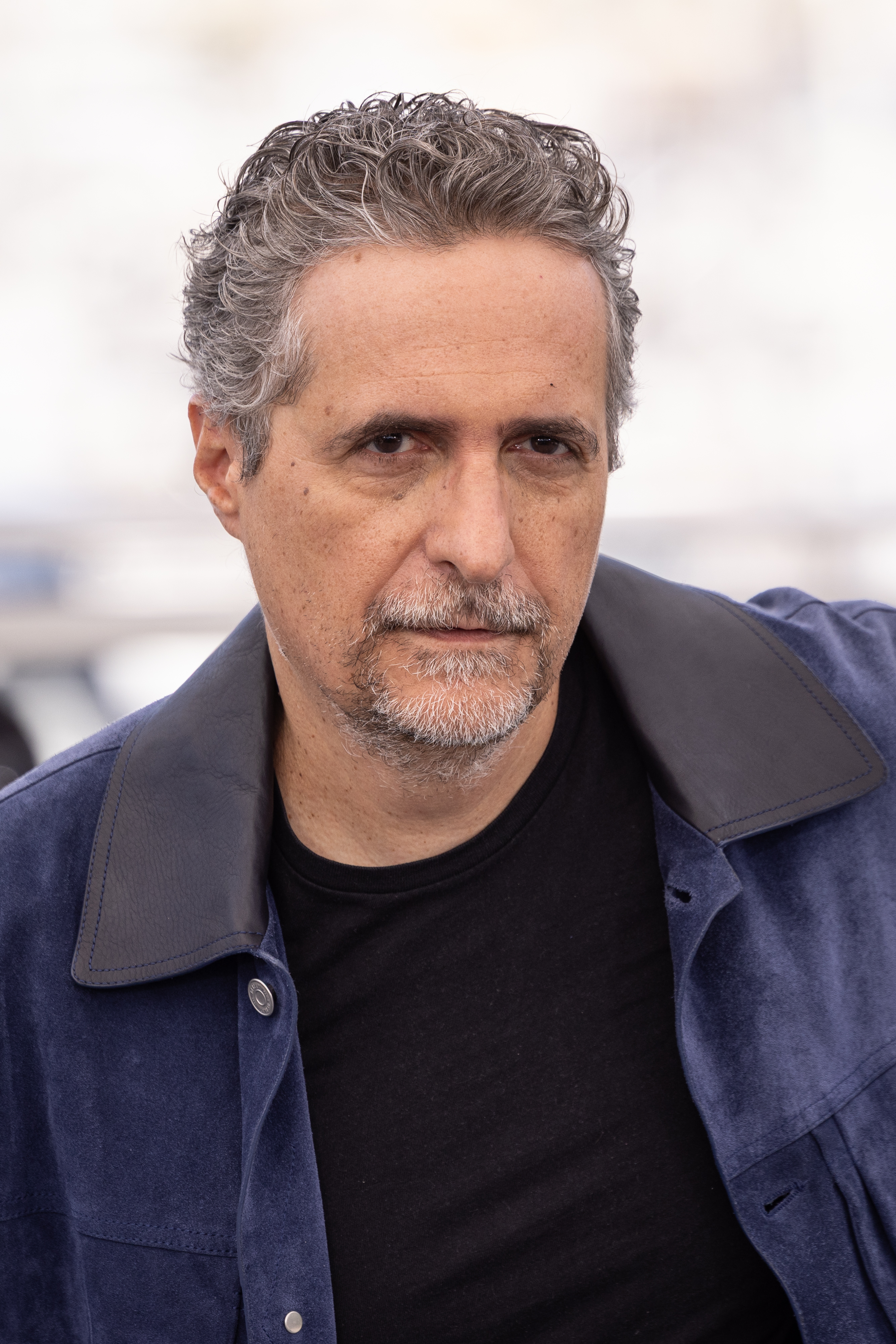
Kleber Mendonça Filho (* 1968)

- Mendonça Furtado, João de (1530–1578), portugiesischer Interimsgeneralgouverneur von Portugiesisch-Indien
- Mendonça Monteiro, Antônio de (1907–1972), brasilianischer Geistlicher und römisch-katholischer Bischof von Bonfim
- Mendonça, António (* 1995), osttimoresischer Paralympiateilnehmer
- Mendonça, António Augusto da Ascensão (* 1954), portugiesischer Hochschullehrer und Politiker
- Mendonca, Clemens (* 1949), indische Theologin
- Mendonça, Eduardo Filipe Mota (* 1998), portugiesischer Handballspieler
- Mendonca, Eleonora de (* 1948), brasilianische Leichtathletin
- Mendonça, Gustavo (* 1984), brasilianischer Kugelstoßer und Diskuswerfer
- Mendonca, Jacira (* 1986), guinea-bissauische Ringerin
- Mendonça, James (1892–1978), indischer Geistlicher, römisch-katholischer Bischof von Tiruchirappalli
- Mendonça, Jorge Alberto (* 1938), portugiesisch-angolanischer Fußballspieler
- Mendonça, Jorge Pinto (1954–2006), brasilianischer Fußballspieler
- Mendonca, Leon Luke (* 2006), indischer Schachspieler
- Mendonça, Lúcio de (1854–1909), brasilianischer Anwalt, Journalist, Magistrat und Schriftsteller; Gründer der Academia Brasileira de Letras
- Mendonça, Marcos Carneiro de (1894–1988), brasilianischer Historiker und Fußballspieler
- Mendonça, Maria de Fátima, mosambikanische Schriftstellerin, Literaturwissenschaftlerin und ehemalige Hochschullehrerin der Eduardo-Mondlane-Universität
- Mendonça, Newton (1927–1960), brasilianischer Pianist und Dichter
- Mendonça, Rogério Araújo, osttimoresischer Beamter und Politiker
- Mendonça, Samuel, osttimoresischer Politiker
- Mendonça, Sandro da Silva (* 1983), brasilianischer Fußballspieler
- Mendonça, Sofia da Cruz (* 2002), brasilianische Tennisspielerin
- Mendoni, Lina (* 1960), griechische Archäologin und Politikerin
- Mendouça, Lourenço da Silva de, afrikanisch-brasilianischer Abolitionist
- Mendoza Aguilar, Indyra, honduranische LGBT-Aktivistin und Autorin
- Mendoza Almeida, Angélica (1929–2017), peruanische Menschenrechtsaktivistin
- Mendoza Azurdia, Óscar (1917–1995), guatemaltekischer Präsident
- Mendoza Bagaforo, José Colin (* 1954), römisch-katholischer Bischof
- Mendoza Caamaño y Sotomayor, José Antonio de (1667–1746), spanischer Kolonialverwalter, Vizekönig von Peru
- Mendoza Castro, Alcides (1928–2012), peruanischer Geistlicher, römisch-katholischer Erzbischof
- Mendoza Corzo, José Luis (* 1960), mexikanischer Geistlicher, Weihbischof in Tuxtla Gutiérrez
- Mendoza Cruz, Efraín (* 1959), mexikanischer römisch-katholischer Geistlicher und Bischof von Cuautitlán
- Mendoza de Leon, Francisco (* 1947), philippinischer Geistlicher und römisch-katholischer Bischof von Antipolo
- Mendoza Díaz, David (1978–2008), mexikanischer Fußballspieler
- Mendoza Gámez, Jesús, mexikanischer Fußball-, Basketball- und Baseballtrainer und Sportfunktionär
- Mendoza Guerrero, Julián (1914–1984), kolumbianischer römisch-katholischer Geistlicher, Bischof von Buga
- Mendoza Hernández, Gustavo Rodolfo (* 1934), guatemaltekischer Geistlicher und emeritierter römisch-katholischer Weihbischof in Guatemala
- Mendoza Rivas, Jesús (* 1942), mexikanischer Fußballtorhüter
- Mendoza y Almeida, José (1926–2018), französischer Grafiker, Kalligraf, Schriftdesigner und Typograf
- Mendoza y Amor Flores, Benjamín (1933–2014), bolivianischer Maler und Papstattentäter
- Mendoza y Bedolla, Alberto (1881–1967), mexikanischer Geistlicher, römisch-katholischer Bischof von Campeche
- Mendoza y de la Cerda, Ana de (1540–1592), spanisch-portugiesische Hofdame und PolitikerinAna de Mendoza y de la Cerda (1540–1592)

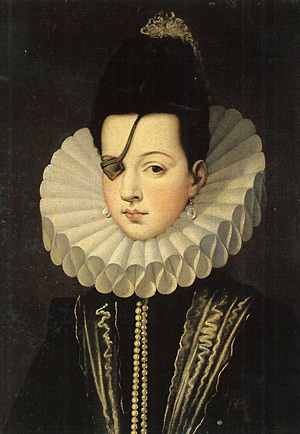
Ana de Mendoza y de la Cerda (1540–1592)

- Mendoza y Herrera, Francisco de Paula (1852–1923), mexikanischer Geistlicher, römisch-katholischer Erzbischof von Durango
- Mendoza y Luna, Juan Manuel de (1571–1628), Vizekönig von Neuspanien und Vizekönig von Peru
- Mendoza y Pacheco, Diego Hurtado de (1503–1575), spanischer Renaissance-Dichter und Diplomat
- Mendoza y Velasco, Juan de († 1628), spanischer Botschafter in England
- Mendoza, Alberto, mexikanischer Fußballspieler
- Mendoza, Alberto de (1923–2011), argentinischer Schauspieler
- Mendoza, Alexis (* 1961), kolumbianischer Fußballspieler
- Mendoza, Alfredo (* 1963), paraguayischer Fußballspieler
- Mendoza, Alvin (* 1984), mexikanischer Fußballspieler
- Mendoza, Amalia (1923–2001), mexikanische Sängerin und Schauspielerin
- Mendoza, Antonio de († 1552), spanischer Adliger, erster Vizekönig von Neuspanien (1535–1550)
- Mendoza, Antonio Hurtado de (1586–1644), spanischer Dichter und Dramatiker
- Mendoza, Ava (* 1983), US-amerikanische Jazzgitaristin, Bandleaderin und Komponistin
- Mendoza, Beibis (* 1974), kolumbianischer Boxer
- Mendoza, Bernardino de (1540–1604), spanischer Diplomat und Schriftsteller
- Mendoza, Brillante (* 1960), philippinischer Filmregisseur
- Mendoza, Carlos Antonio (1856–1916), dritter Staatspräsident von Panama
- Mendoza, Carolina (* 1997), mexikanische Wasserspringerin
- Mendoza, César (1918–1996), chilenischer Springreiter, General und Politiker
- Mendoza, Daniel (1764–1836), englischer Boxer
- Mendoza, Dayana (* 1986), venezolanisches Modell, Miss Venezuela (2007) und Miss Universe (2008)Dayana Mendoza (* 1986)

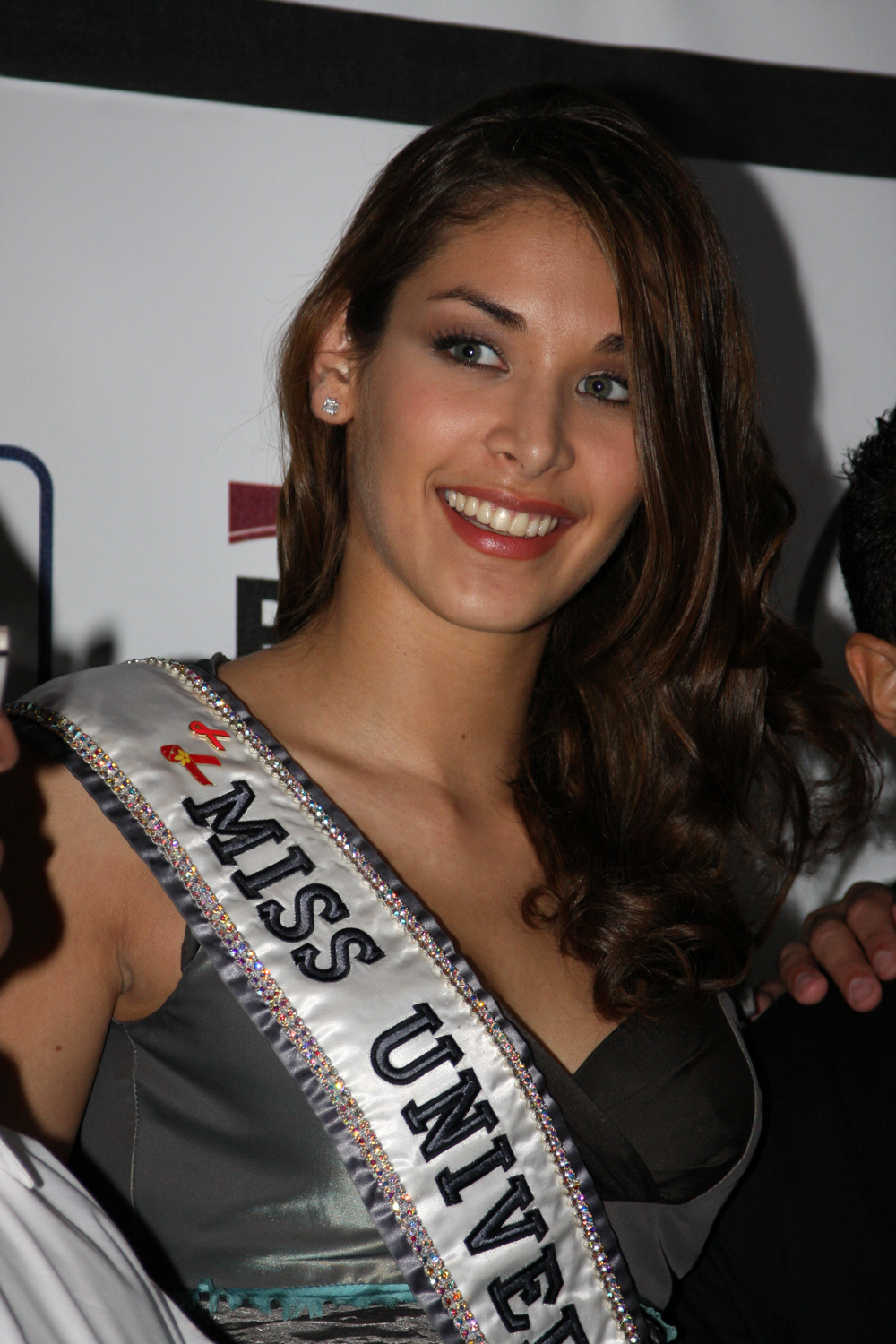
Dayana Mendoza (* 1986)

- Mendoza, Eduardo (* 1943), spanischer Schriftsteller
- Mendoza, Elena (* 1973), spanische Komponistin für zeitgenössische Musik und Musiktheater
- Mendoza, Élmer (* 1949), mexikanischer Schriftsteller
- Mendoza, Emilio (* 1953), venezolanischer Komponist
- Mendoza, Fabia (* 1986), deutsche Regisseurin
- Mendoza, Francisco (* 1985), mexikanischer Fußballspieler
- Mendoza, Francisco de († 1623), spanischer Feldherr im Achtzigjährigen Krieg
- Mendoza, Gabriel (* 1968), chilenischer Fußballspieler
- Mendoza, Gonzalo de († 1558), spanischer Conquistador
- Mendoza, Héctor (1932–2010), mexikanischer Drehbuchautor, Dramaturg, Theaterdirektor und -regisseur sowie Hochschullehrer
- Mendoza, Imke (* 1965), deutsche Slawistin
- Mendoza, Iñigo López de (1398–1458), kastilischer Grande, Militär, Humanist und Dichter
- Mendoza, Javier (* 1991), mexikanischer Boxer
- Mendoza, Joaquín, mexikanischer Fußballspieler und -trainer
- Mendoza, Joe (1921–2010), britischer Filmproduzent, Filmregisseur und Drehbuchautor
- Mendoza, John Stiven (* 1992), kolumbianischer Fußballspieler
- Mendoza, José de Jesús (* 1979), mexikanischer Fußballspieler
- Mendoza, Kevin Ray (* 1994), philippinisch-dänischer Fußballspieler
- Mendoza, Lauren (* 2003), bolivianische Sprinterin
- Mendoza, Leandro (1946–2013), philippinischer Politiker und General
- Mendoza, Lorenzo (* 1965), venezolanischer Unternehmer
- Mendoza, Luis de († 1520), spanischer Seefahrer und Entdecker
- Mendoza, Luis Enrique (* 1965), kolumbianischer Boxer im Superbantamgewicht
- Mendoza, Marcial (* 1967), mexikanischer Fußballspieler
- Mendoza, María Graciela (* 1963), mexikanische Geherin
- Mendoza, Mario (* 1943), britisch-honduranischer Gewichtheber
- Mendoza, Mario (* 1950), mexikanischer Baseballspieler
- Mendoza, Mark L. (* 1973), philippinischer Politiker
- Mendoza, Miguel (* 1999), philippinisch-kanadischer Fußballspieler
- Mendoza, Natalie (* 1978), australische Schauspielerin und Musicaldarstellerin
- Mendoza, Pablo Hermoso de (* 1966), spanischer Rejoneador
- Mendoza, Paco, argentinischer Sänger, Songwriter und Produzent
- Mendoza, Pedro de (1487–1537), spanischer Konquistador
- Mendoza, Raúl (* 1991), mexikanischer Wrestler
- Mendoza, Rigoberto (* 1946), kubanischer Langstrecken- und Hindernisläufer
- Mendoza, Rolando († 2010), philippinischer Geiselnehmer
- Mendoza, Ryan (* 1971), amerikanischer Künstler
- Mendoza, Sergio (* 1981), honduranischer Fußballspieler
- Mendoza, Valente (* 1997), mexikanischer Leichtathlet
- Mendoza, Verónika (* 1980), peruanische Politikerin
- Mendoza, Vicente T. (1894–1964), mexikanischer Musikwissenschaftler
- Mendoza, Víctor (* 1940), mexikanischer Fußballspieler
- Mendoza, Vince (* 1961), US-amerikanischer Jazzmusiker, Komponist und Arrangeur
- Mendoza-Guazon, Maria Paz (1884–1967), philippinische Medizinerin, Wissenschaftlerin, Schriftstellerin, Sozialreformerin und Philanthropin

### Mendr
- Mendras, Edmond (1882–1964), französischer Offizier, Generalmajor
- Mendrek, Adam (* 1995), tschechischer Badmintonspieler
- Mendrek, Tomasz (* 1968), tschechischer Badmintonspieler
- Mendritzki, Reinhold (1931–2014), deutscher Unternehmer und Philanthrop
- Mendroch, Horst (1942–2015), deutscher Schauspieler und HörspielsprecherHorst Mendroch (1942–2015)

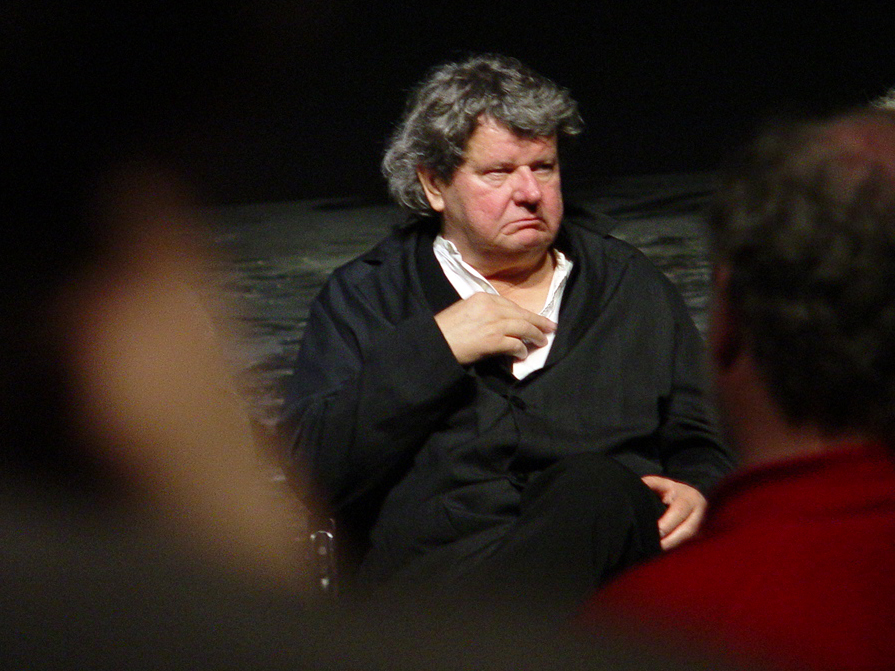
Horst Mendroch (1942–2015)

- Mendrzyk, Ernst (1878–1970), deutscher Verwaltungsjurist
- Mendrzyk, Hildegard (* 1905), deutsche Chemikerin

### Mendt
- Mendt, Dietrich (1926–2006), deutscher lutherischer Theologe
- Mendt, Marianne (* 1945), österreichische Sängerin und SchauspielerinMarianne Mendt (* 1945)

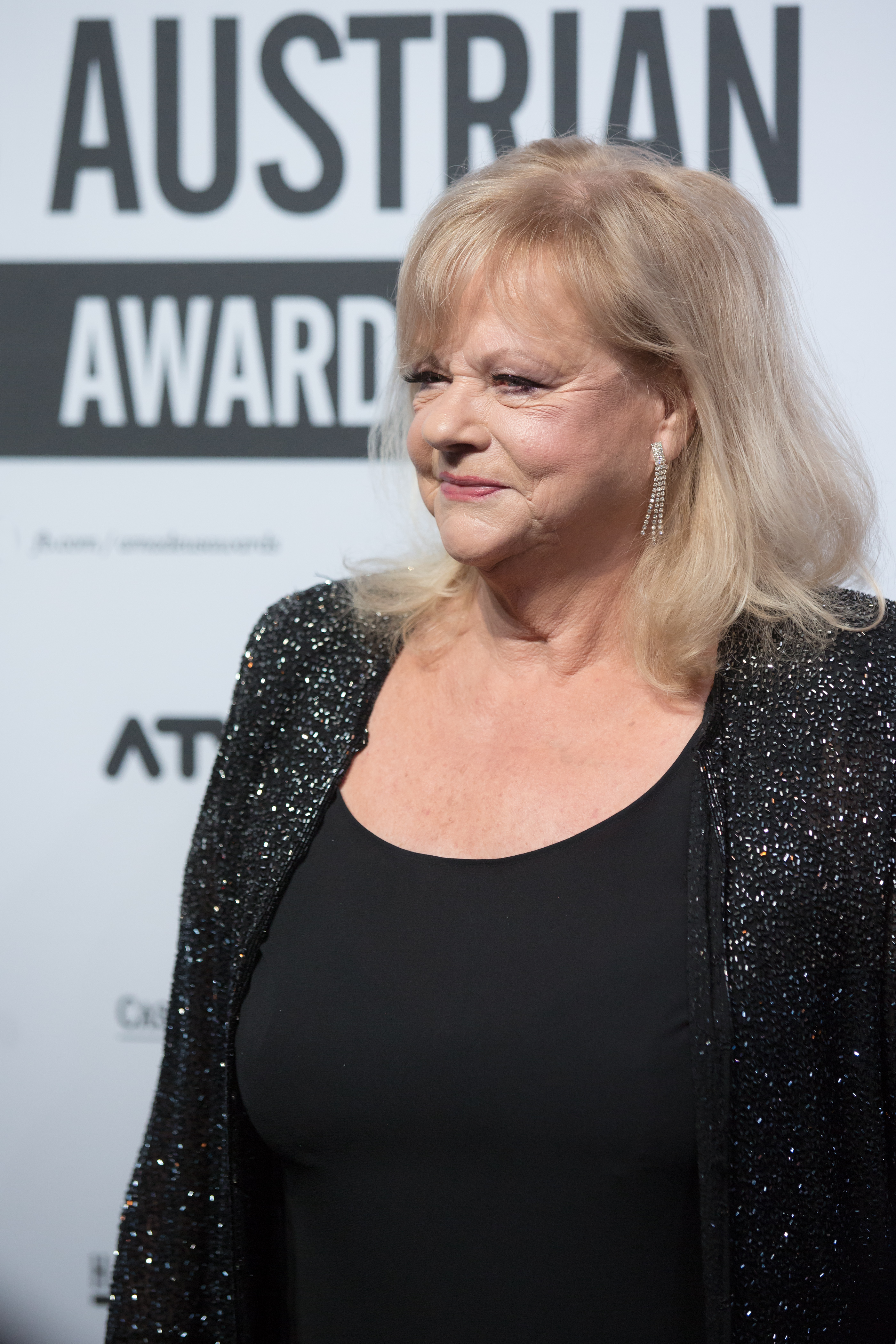
Marianne Mendt (* 1945)

### Mendy
- Mendy, Alexandre (* 1983), französischer Fußballspieler
- Mendy, Antoine (* 2004), französisch-senegalesischer Fußballspieler
- Mendy, Arial (* 1994), senegalesischer Fußballspieler
- Mendy, Batista (* 2000), französischer Fußballspieler
- Mendy, Benjamin (* 1994), französischer Fußballspieler
- Mendy, Bernard (* 1981), französischer Fußballspieler
- Mendy, Domingo (* 1870), uruguayischer Fechter
- Mendy, Dominic (* 1959), gambischer Politiker
- Mendy, Édouard (* 1992), senegalesisch-guinea-bissauischer Fußballtorwart
- Mendy, Étienne (* 1969), französischer Fußballspieler
- Mendy, Ferland (* 1995), französischer Fußballspieler
- Mendy, Formose (* 1989), guinea-bissauischer Fußballspieler
- Mendy, Formose (* 2001), senegalesischer Fußballspieler
- Mendy, Frédéric (* 1988), französisch-guinea-bissauischer Fußballspieler
- Mendy, Frédéric (* 1995), senegalesischer Sprinter
- Mendy, Gabriel (* 1967), gambischer Ordensgeistlicher, römisch-katholischer Bischof von Banjul
- Mendy, Jackson (* 1987), senegalesisch-französischer Fußballspieler
- Mendy, Jean-Baptiste (1963–2020), französischer Boxer
- Mendy, Jean-Paul (* 1973), französischer Boxer
- Mendy, Jean-Philippe (* 1987), französischer Fußballspieler
- Mendy, Louis François (* 1999), senegalesischer Hürdenläufer
- Mendy, Matthew (* 1983), gambischer Fußballspieler
- Mendy, Nampalys (* 1992), senegalesischer Fußballspieler
- Mendy, Paul L. (1958–2013), gambischer Politiker
- Mendy, Pedro (1872–1943), uruguayischer Fechter
- Mendy, Rachael, gambische Juristin
- Mendy, Robert Lopez (* 1987), senegalesischer Fußballspieler
- Mendy, Théo (* 1989), senegalesischer Fußballspieler
- Mendyk, Marek (* 1961), polnischer römisch-katholischer Geistlicher, Bischof von Schweidnitz
- Mendyl, Hamza (* 1997), marokkanisch-ivorischer Fußballspieler